# Дослідницьке
Дослі́дницьке — селище міського типу,  у Білоцерківському районі Київської області. Входить до складу Гребінківської селищної громади.

## Назва

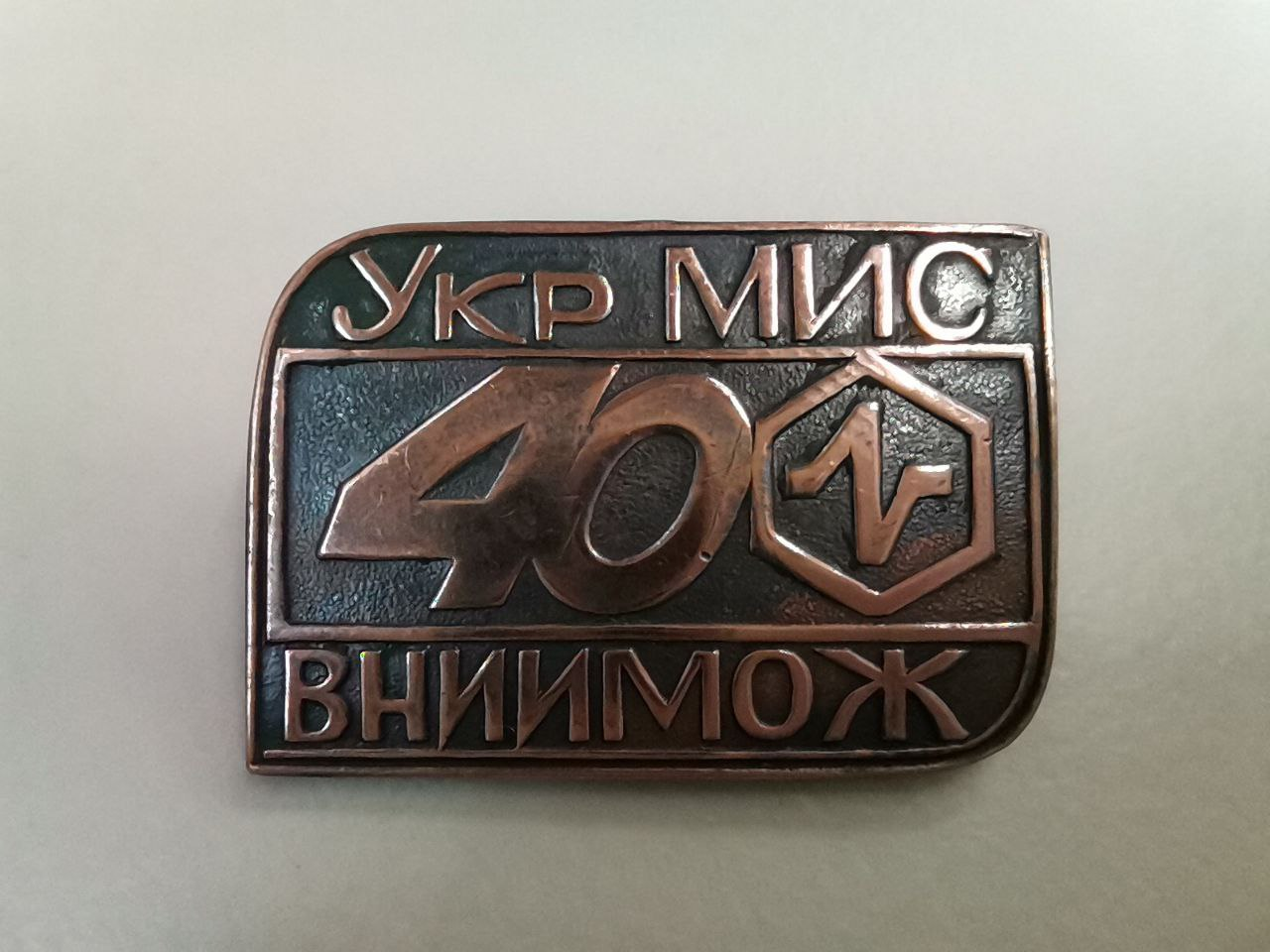
Значок з історичними назвами та гербом Дослідницького

Селище також мало назви Міс ( у 1948—1976 роках, від УкрМИС, Украинская машиноиспытательная станция) та Вніімож ( у 1977—1991 роках, від ВНИИМОЖ, Всесоюзный научно-исследовательский институт по испытанию машин и оборудования для животноводства и кормопроизводства).

## Емблема
Емблему розробляли у київській філії Всесоюзного науково-дослідного інституту технічної естетики (ВНДІТЕ) в рамках фірмового стилю для всесоюзного об'єднання «Сільхозтехніка» у 1968—1971 роках. Автори: Анатолій Сумар, Леонід Рабинович, Борис Харик.

## Розташування
Селище Дослідницьке розташоване на Півдні від Столиці України — м. Києва на відстані 60 км по Одеській трасі, від траси до селища на Захід — 3 км. Територія — переважно рівна місцевість, навкруги чорноземні землі і лісосмуги, неподалік багато струмків, ставків та озер, річка Протока.

## Склад ради
Рада складається з 16 депутатів та голови.

### Керівний склад ради
| ПІБ                             | Основні відомості                                                       | Дата обрання | Дата звільнення |
| ------------------------------- | ----------------------------------------------------------------------- | ------------ | --------------- |
| Луценко Анатолій Вікторович     | Селищний голова, 1957 року народження, член громадянської партії «Пора» | 26.03.2006   | 31.10.2010      |
| Сосновська Валентина Миколаївна | Селищний голова, 1963 року народження, освіта вища, позапартійна        | 31.10.2010   | 26.10.2015      |
| Пивовар Наталія Іванвана        | Селищний голова, 13.05.1958 року народження, освіта вища, безпартійна   | 26.10.2015   |                 |

Примітка: таблиця складена за даними джерела

## Історія
Селище було створене у 1948 році.
На місці сьогодішнього селища була утворена Постановою Ради Міністрів СРСР № 2046 від 11 червня 1948 р. Центрально українська машинновипробувальная станція , яка поклала основу започаткуванню серйозних заходів щодо прискорення технічного прогресу в механізації сільського господарства, як найважливішого засобу швидкого підйому виробництва продовольства. Стояло завдання прискореного відновлення сільськогосподарського машинобудування, створення розгалуженої мережі науково-дослідних інститутів, що розробляють проблеми механізації, та спеціалізованих конструкторських організацій.
Створені в 1948 році згідно з постановою Ради Міністрів СРСР (№ 2046 від 11 червня 1948 р.) та наказом Міністерства сільського господарства СРСР (№ 1365 від 26 серпня 1948 р.) зональні машиновипробувальні станції (МВС), у тому числі й Українська МВС, були віднесені до розряду наукових організацій. Територіально новостворена Укр МВС відносилась до Гребінківської селищної ради Гребінківського району Київської області.
Розвиток селища Дослідницьке відбувалося разом із розвитком випробувальної справи в Україні, яка безпосередньо пов'язана із створенням організаційних структур УкрМВС — ВНІВМОТ — УкрНДІПВТ ім. Л.Погорілого, діяльність яких спеціалісти сьогодні поділяють на [чотири основні періоди]:
- період організації та становлення машиновипробувальної станції (1948—1958 рр.);
- період інтенсивного розвитку УкрМВС (1959—1976 рр.);
- період організації науково-дослідного інституту та подальшого розвитку випробувальної справи (1976—1990 рр.);
- період розвитку вітчизняної системи машиновипробувань (1991—2007 рр.).

Згідно з наказом ВО «Союзсільгосптехніка» Ради Міністрів СРСР (№ 117 від 21 травня 1976 р.) на базі Української державної зональної машиновипробувальної станції було організовано Всесоюзний науково-дослідний інститут з випробовувань машин і обладнання для тваринництва і кормовиробництва (ВНІВМОТ), на який було покладено функцію наукової координації 17 МВС — від Далекого Сходу, Середньої Азії і до Прибалтики. Директором інституту призначають головного інженера УкрМВС Леоніда Володимировича Погорілого. Можна вважати, що після цього розпочинається новий етап у розвитку не тільки машиновипробувальної справи, але й населеного пункту, який буде названо Дослідницьке.

## Підприємства та організації

### УкрНДІПВТ ім. Л. Погорілого

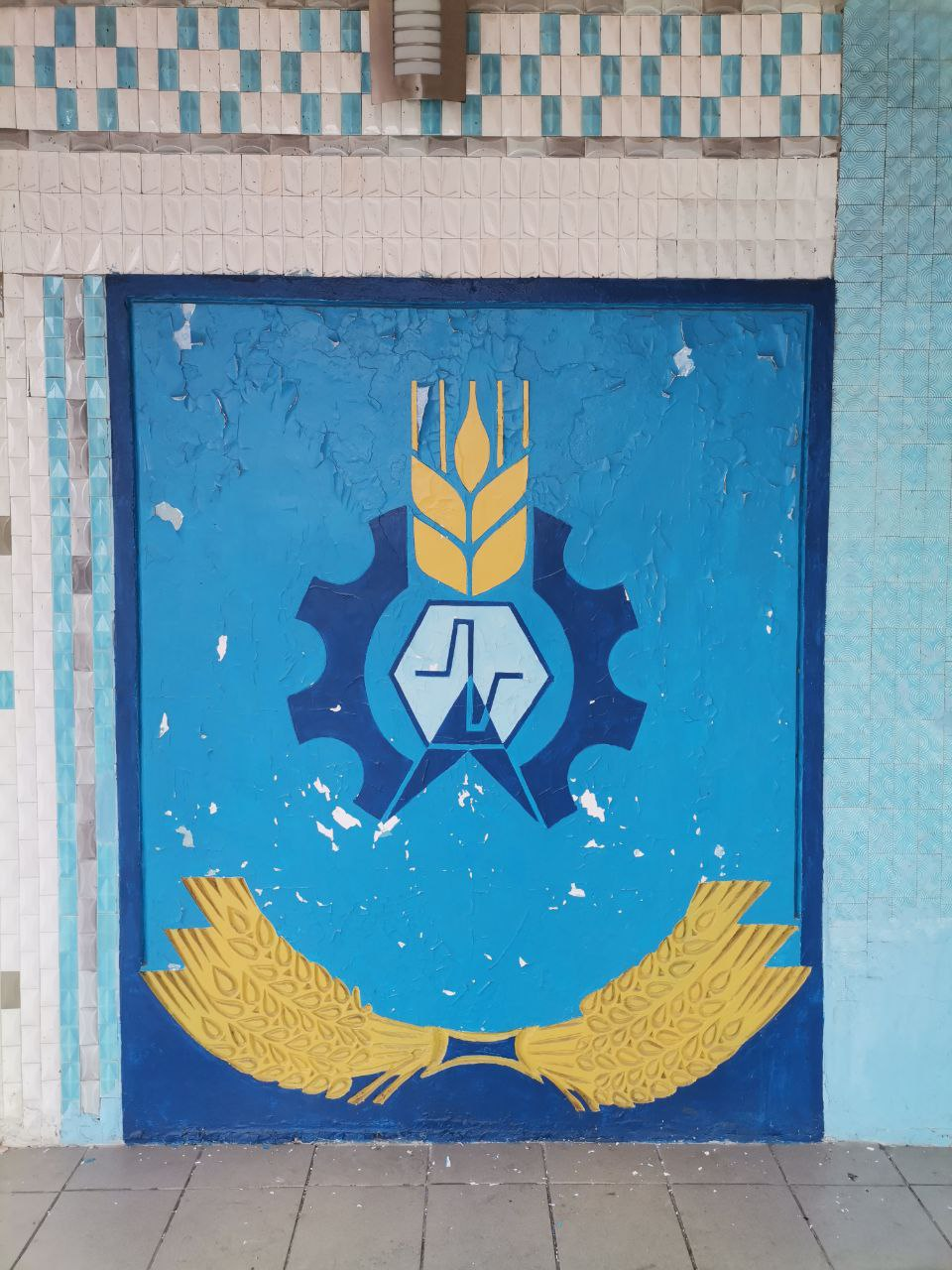
Фреска з гербом на корпусі УкрНДІПВТ

В селищі працює Український науково-дослідний інститут прогнозування та випробовування техніки і технологій для сільськогосподарського виробництва імені Леоніда Погорілого.
На дослідних полях УкрНДІПВТ ім. Л. Погорілого щорічно проводяться понад 1500 випробувань і науково-технічних експертиз із визначення ефективності різних способів обробітку ґрунту, сівби, збирання врожаю та застосування комплексів сільськогосподарських машин.
В інституті та його філіях працює 455 наукових та інженерно-технічних працівників, у тому числі 14 докторів і 24 кандидати наук. За активну участь у розробці та випробуваннях нових конструкцій машин і технологій 11 спеціалістів-випробувачів стали лауреатами Державної премії СРСР та України, а 6 — заслуженими працівниками сільського господарства, науки і техніки України.
Із стін науково-дослідного інституту випробувань вийшло чимало відомих вчених, які створили потужну наукову школу і зробили вагомий внесок в розробку методів досліджень і випробувань. Серед них — доктори технічних наук: Г.М Кукта, Л. В. Погорілий, Л. М. Клятіс, В. І. Рубльов; доктор економічних наук О. М. Голованов; доктори сільськогосподарських наук: А. М. Фомічов, О. А. Маковецький, М. М. Луценко; доктор медичних наук Б. І. Рябцев; кандидати наук: А. П. Терехов, М. Г. Бондаренко, В. В. Брей, В. А. Шабранський, В. А. Ясенецький, С. М. Коваль, В. В. Івасюк, Л. П. Шустік, В. О. Єрмоленко, М. М. Осіпов, А. О. Пашко, Т. Л. Бабинець, В. С. Таргоня, М. М. Сенчук, С. М. Сенчук, В. О. Шейченко, В. І. Залужний та ін. Їх працею створена сучасна науково-технічна основа випробувань сільгосптехніки.
За активну участь у розробці, випробуваннях і впровадження нових конструкцій машин і технологій фахівці інституту стали лауреатами: премії Ради Міністрів СРСР — Л. В. Погорілий, О. А. Маковецький і В. С. Куліш (1979 р.); Державної премії УРСР — В. С. Куліш (1981 р.); Державної премії СРСР — В. А. Шабранський (1986 р.); Державної премії України в галузі науки і техніки Л. В. Погорілий, В. І. Кравчук (1992 р.), М. М. Луценко, О. М. Могильний (2000 р.), В. І. Кравчук, С. М. Коваль (2001 р.). Шістьом співробітникам інституту присвоєне почесне звання: «Заслужений діяч та науки і техніки України» — Л. В. Погорілий, Г. А. Хайліс; звання «Заслужений працівник сільського господарства України» — В. М. Лях, В. А. Шабранський, В. І. Кравчук; звання «Заслужений працівник народної освіти України» — А. С. Кушнарьов.
Під керівництвом Погорілого Л. В. будувалося більшість капітальних будівель та споруд у селищі Дослідницьке, це і житло, і школа, дитячий садок, адміністративні будівля, мережі газо, водо та тепло постачання, каналізації і водовідведення, польовий табір перетворився у сучасне містечко з сучасною інфраструктурою з переважною більшість пятиповерхівок покращеного планування та двохповерхових котеджів.
Найбільшим підприємством залишається Український науково-дослідний інститут прогнозування та випробування техніки і технологій для сільськогосподарського виробництва імені Леоніда Погорілого.
УкрНДІПВТ ім. Л. Погорілого залишається впливовою науковою організацією. 24 червня 2005 року УкрНДІПВТ ім. Л. Погорілого визначено головною науковою установою Міністерства аграрної політики України. УкрНДІПВТ ім. Л. Погорілого має мережу регіональних підрозділів в різних куточках нашої країни. Так до складу УкрНДІПВТ ім. Л. Погорілого входять 4 філії:
- Львівська філія — 80327 Львівська обл., Жовківський р-н, смт Магерів, вул. Л. Мартовича, 15
- Миргородська філія — 37604 Полтавська обл., м. Миргород, вул. Гоголя, 30.
- Харківська філія — 61139, м. Харків, вул. Велика Панасівська, 236. Для телеграм: Харків-52, вул. Велика Панасівська, 236
- Південно-Українська філія — 73484 м. Херсон, с-ще Інженерне.

Кримський науковий опорний пункт (Червоногвардійський район Автономної Республіки Крим), Південно-Східний науковий опорний пункт (м. Мелітополь), а також Південний науково-технічний Центр з апробації та прогнозуванню нової техніки і технологій (м. Одеса) та Першотравневий науково-інженерний Центр з проблем ресурсо- и енергозбереження (Миколаївська область).

### Інші підприємства
З демократизацією суспільства та переходом економіки на ринкові засади у Дослідницькому як гриби після дощу зародились малі підприємства. Однак, не всі виявилися здатними працювати в суворих умовах конкуренції. Інші, отримавши свій початковий розвиток — переїхали для подальшої роботи на ширші виробничі площі в сусіднє смт. Гребінки та в м. Біла Церква.
Серед тих, що витримали випробування:
- торговельні підприємства, що утримують крамниці та бари, вул. Інженерна 1
- ТОВ «Альфа» — вул. Інженерна 3
- ТОВ «Плантар» — переробка молока і виробництво сиру, вул. Молодіжна 1
- СПД Душко В. І. виробництво метало пластикові вікна,— вул. Ювілейна 2
- КП «Благодать»— юридичні та ріелтерскі послуги, вул. Сільськогосподарська 2,
- МП «Резон» — вул. Учених 5
- НТЦ «Норма» — вул. Горячкіна 2
- СП «Ансер» — вул. Інженерна 2
- ТОВ «Новоагро-сервіс» — вул. Інженерна 7
- ТОВ «Нова техніка і технології» — вул. Інженерна 11
- ТОВ «Терсек» — вул. Ювілейная 13
- МТС ЕТД — вул. Інженерна 3
- ДП «УкрЦВТ»- вул. Інженерна 5

### Інші організації та установи
- Відділення поштового зв'язку та ощадбанку — 08654, смт. Дослідницьке, вул. Інженерна 6
- Медична Амбулатория — ул. Горячкіна, 4
- Будинок культури та Бібліотека — вул. Інженерна, 4
- Відділення сертифікації «СЕПРОсільмаш» — вул. Інженерна, 5
- Школа — вул. Учених, 1
- Дитячий садок «Сонечко» — вул. Інженерна, 2
- Готель «Вогник»;— вул. Інженерна, 3
- Комунальне підприємство ДЖЕП «Дослідницьке» — вул. Інженерна, 6
- Паспортний відділ — вул. Молодіжна, 2
- Автогараж
- АТС
- Аптека — вул. Інженерна, 1

Діють у селищі християнські релігійні громади Української Православної церкви Київського патріархату, Автокефальної Повноєвангельської церкви "Емануїл", Євангельських християн-баптистів, Єврейської месіанської громади та ін. протестантських деномінацій.
Футбольна команда селища «Тайфун» є лідером в турнірній таблиці на першість району та області.

## Населення

### Мова
Розподіл населення за рідною мовою за даними перепису 2001 року:
| Мова            | Кількість | Відсоток |
| --------------- | --------- | -------- |
| українська      | 2050      | 94.60%   |
| російська       | 110       | 5.08%    |
| білоруська      | 5         | 0.23%    |
| інші/не вказали | 2         | 0.09%    |
| Усього          | 2167      | 100%     |

## Вулиці
- Інженерна
- Вчених
- Горячкина
- Сільськогосподарська
- Польова
- Садова
- Молодіжна
- Ювілейна
- Грушевського
- Л.Українки
- Київська
- Вишнева
- Зоряна

## Рекреаційні зони
Для відпочинку на природі є зариблений ставок площею 30,4 га та лісо-вкриті пагорби з виходом до ставка, так звані мешканцями селища «Сині гори», оскільки у березні вони вкриваються квітом пролісків.

## Цікаві факти
Фотографії Дослідницького були опубліковані в мистецькому езині «Дуршлаг».

## Галерея

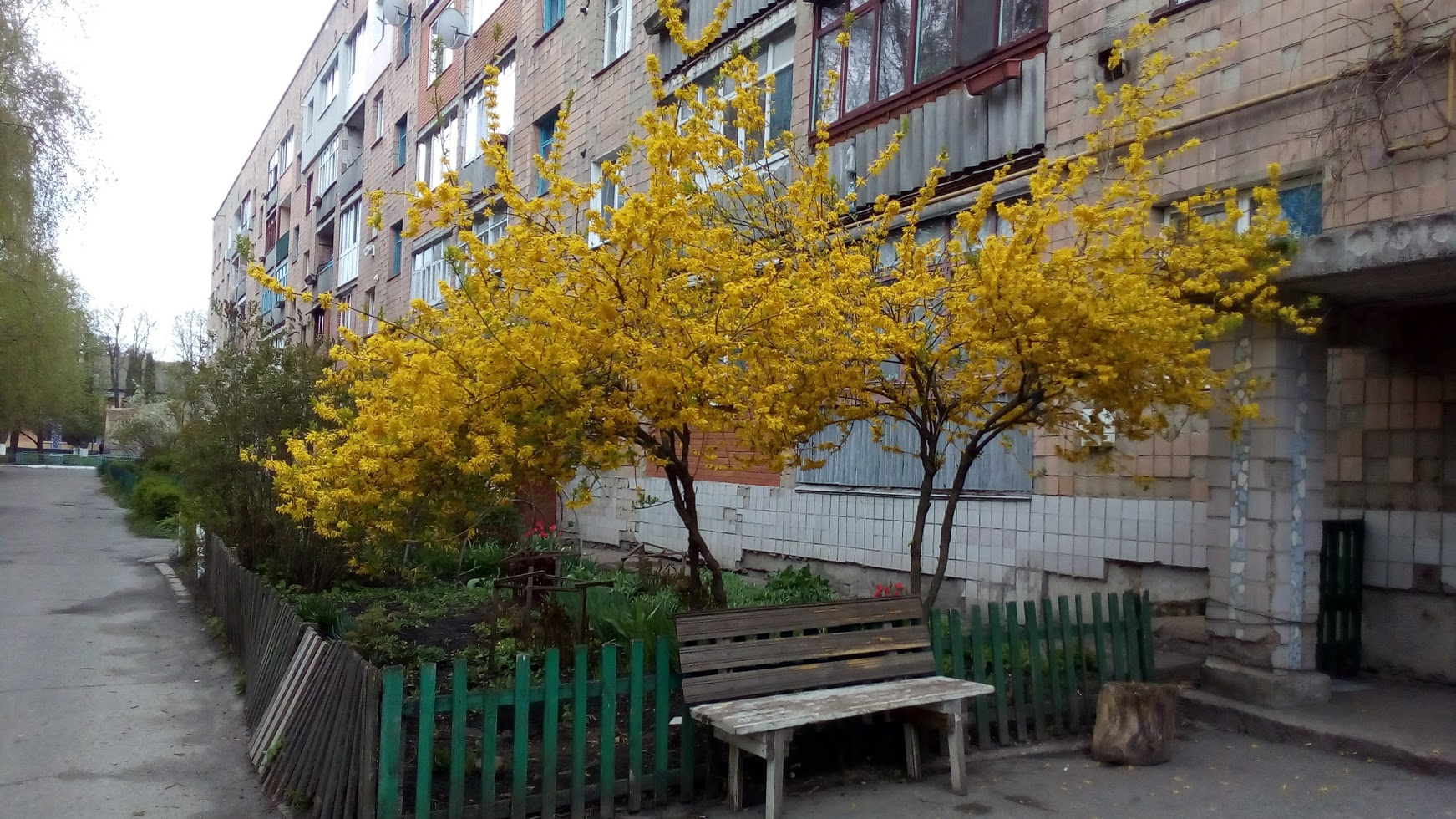
Типова вулиця селища
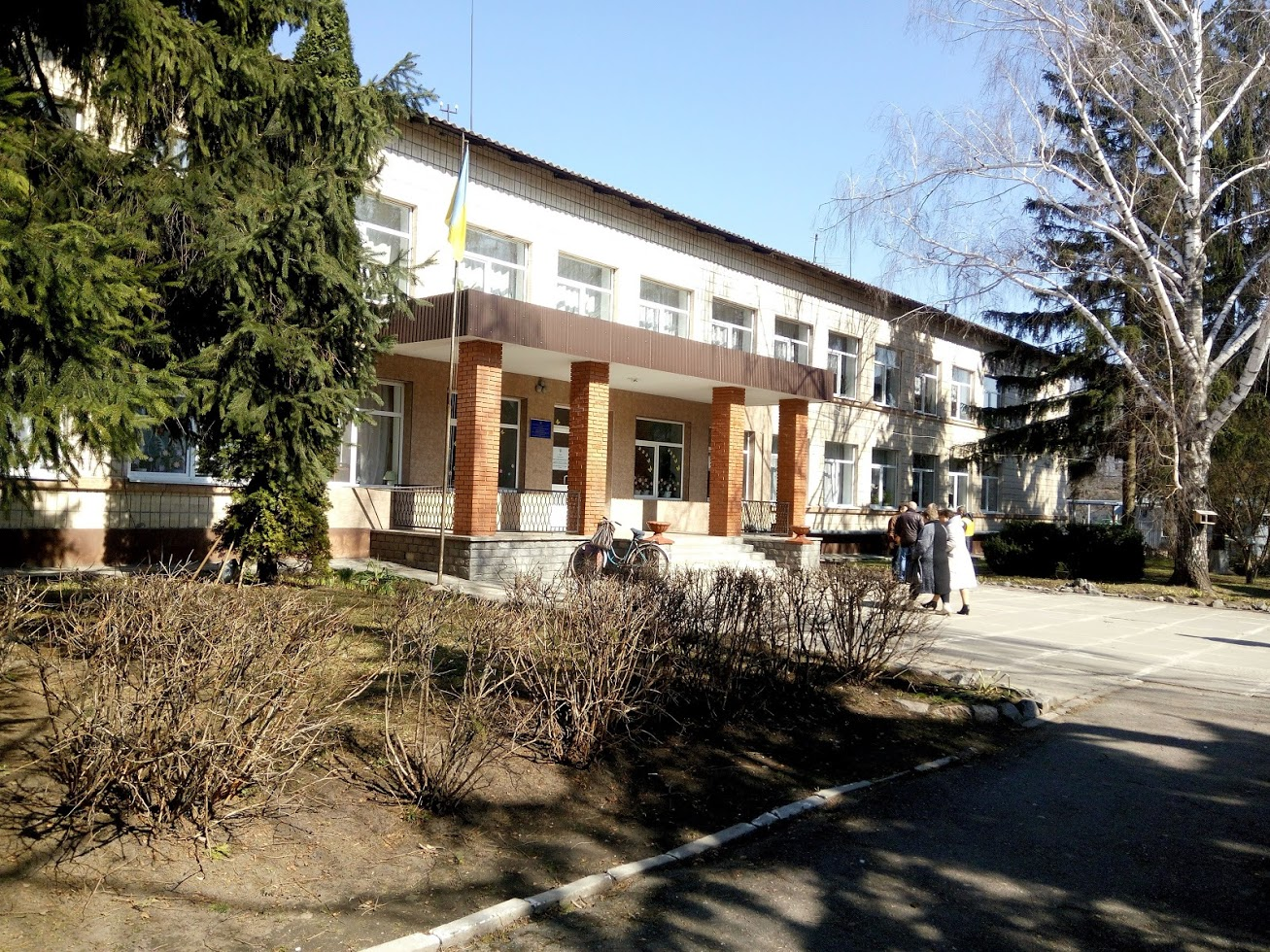
Школа
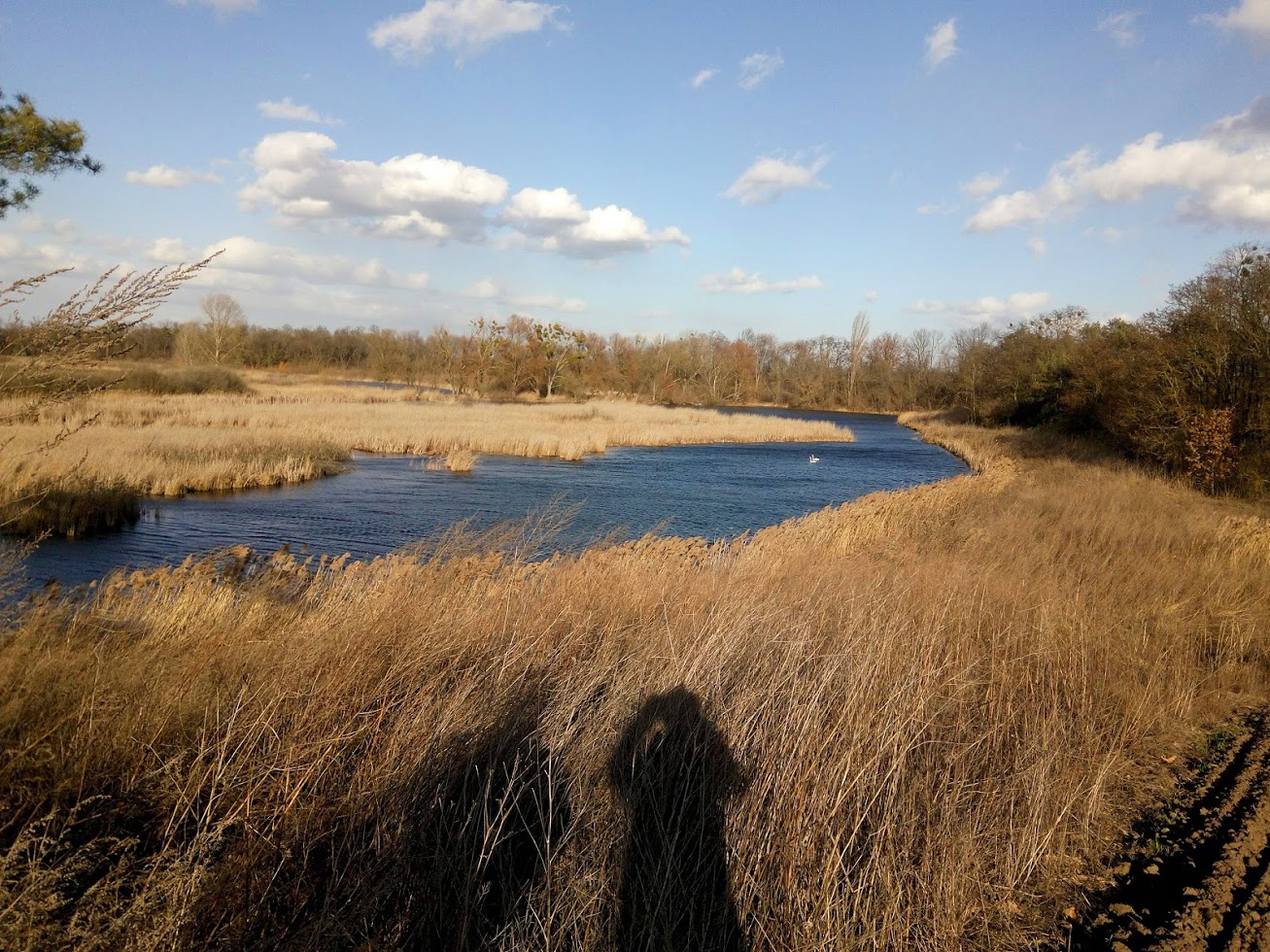
Ставки біля селища
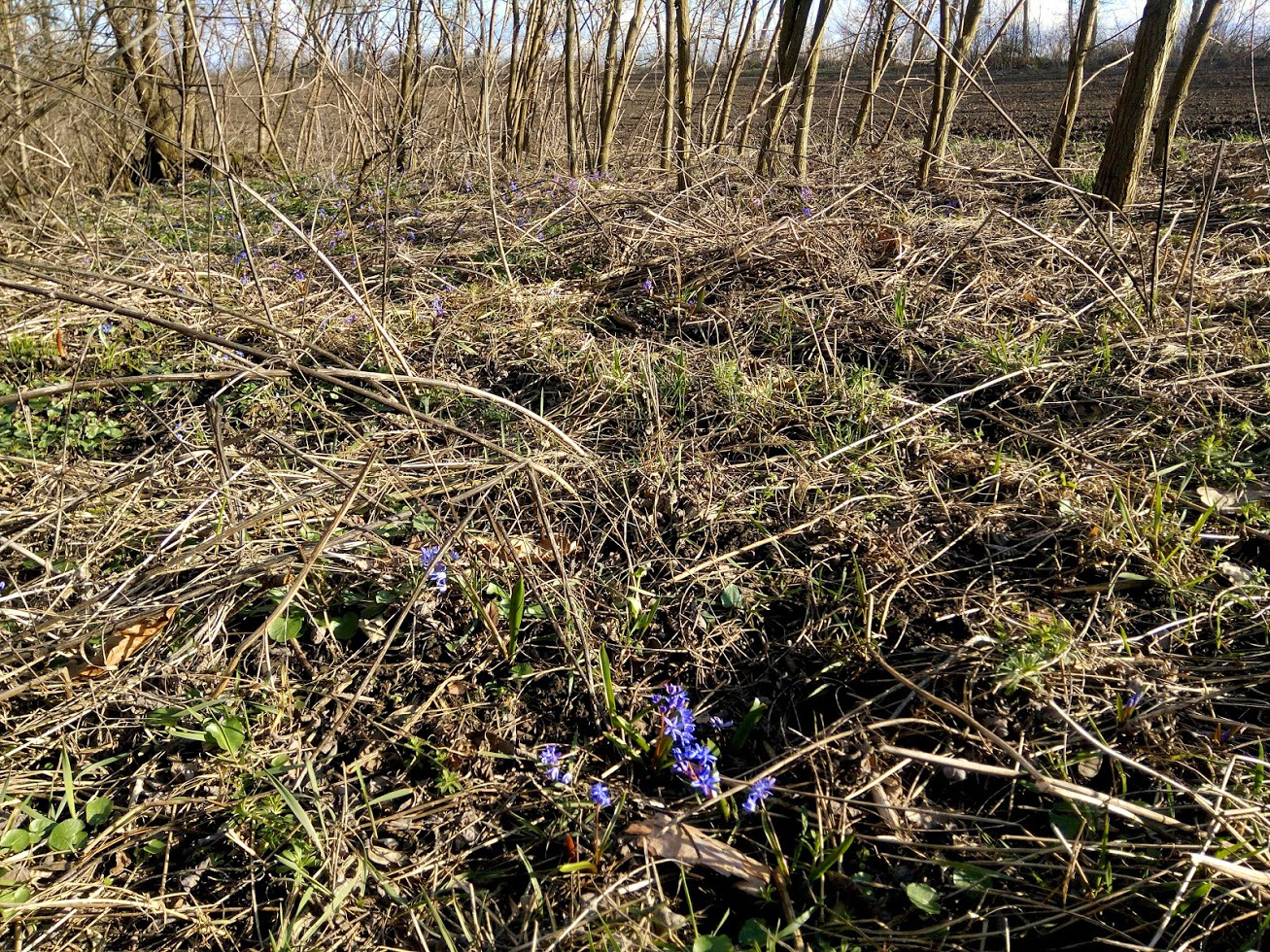
Проліски на Синіх горах
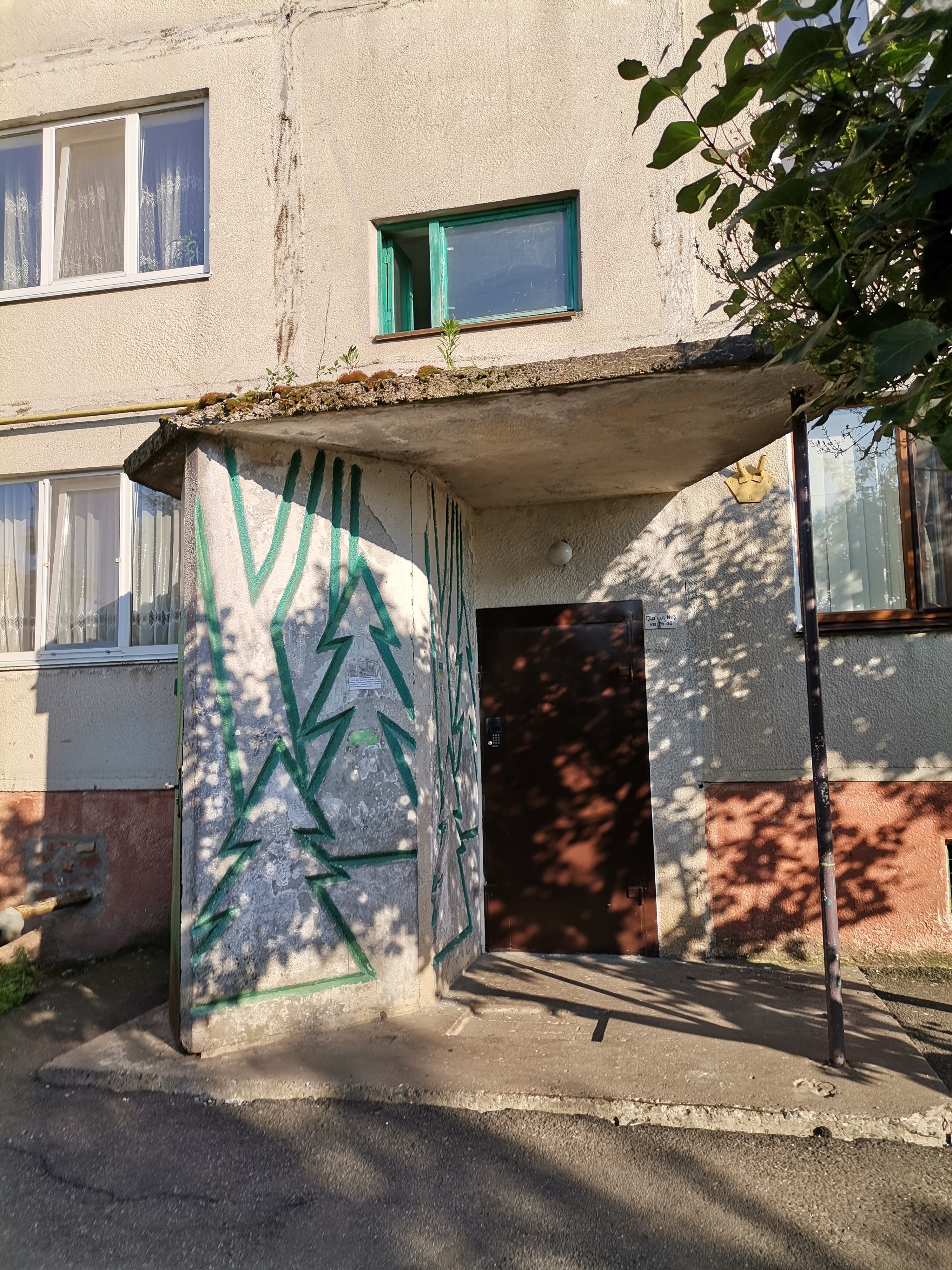
Декор входу панельних будинків
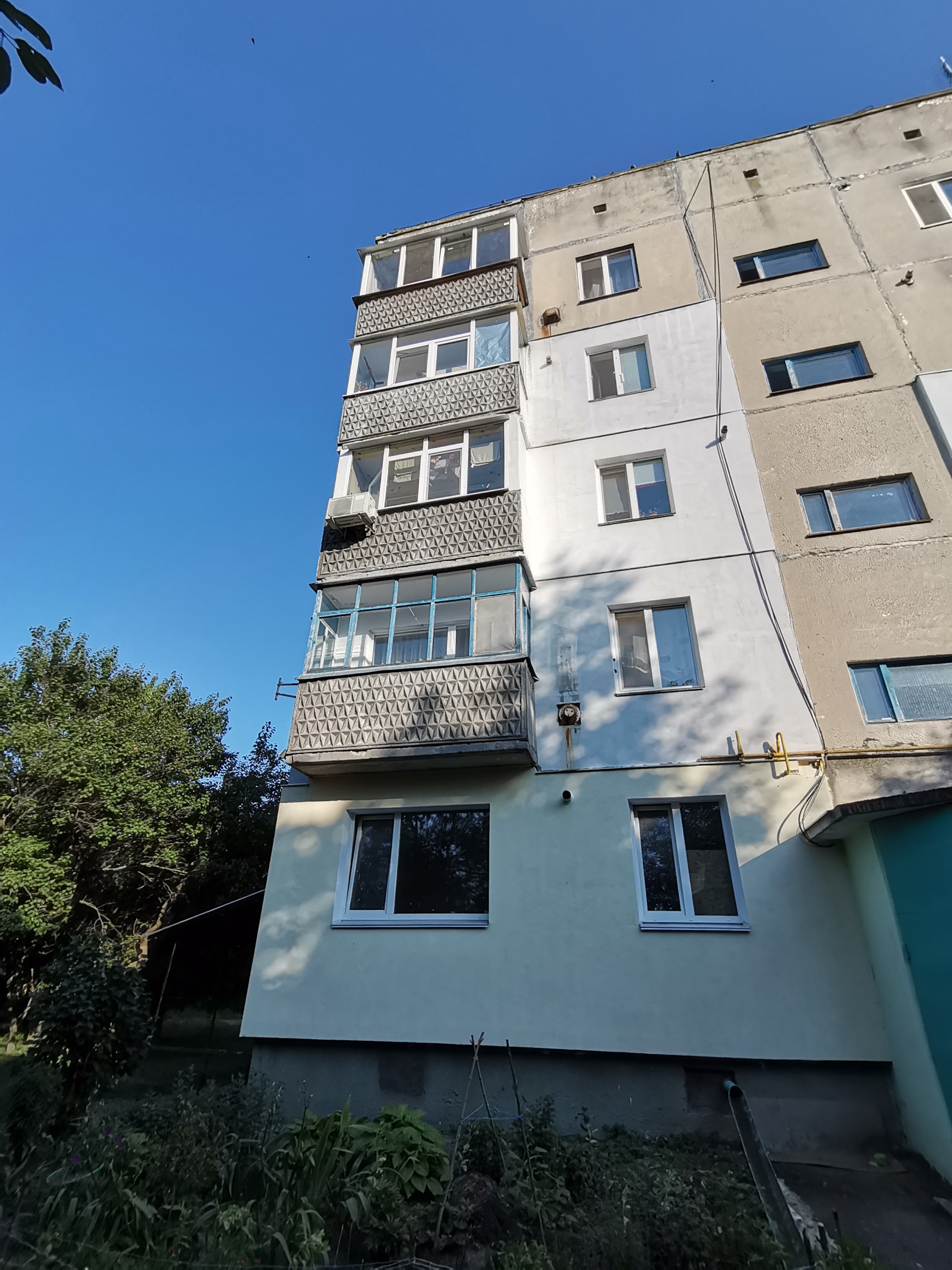
Панельні будинки серії 111-94
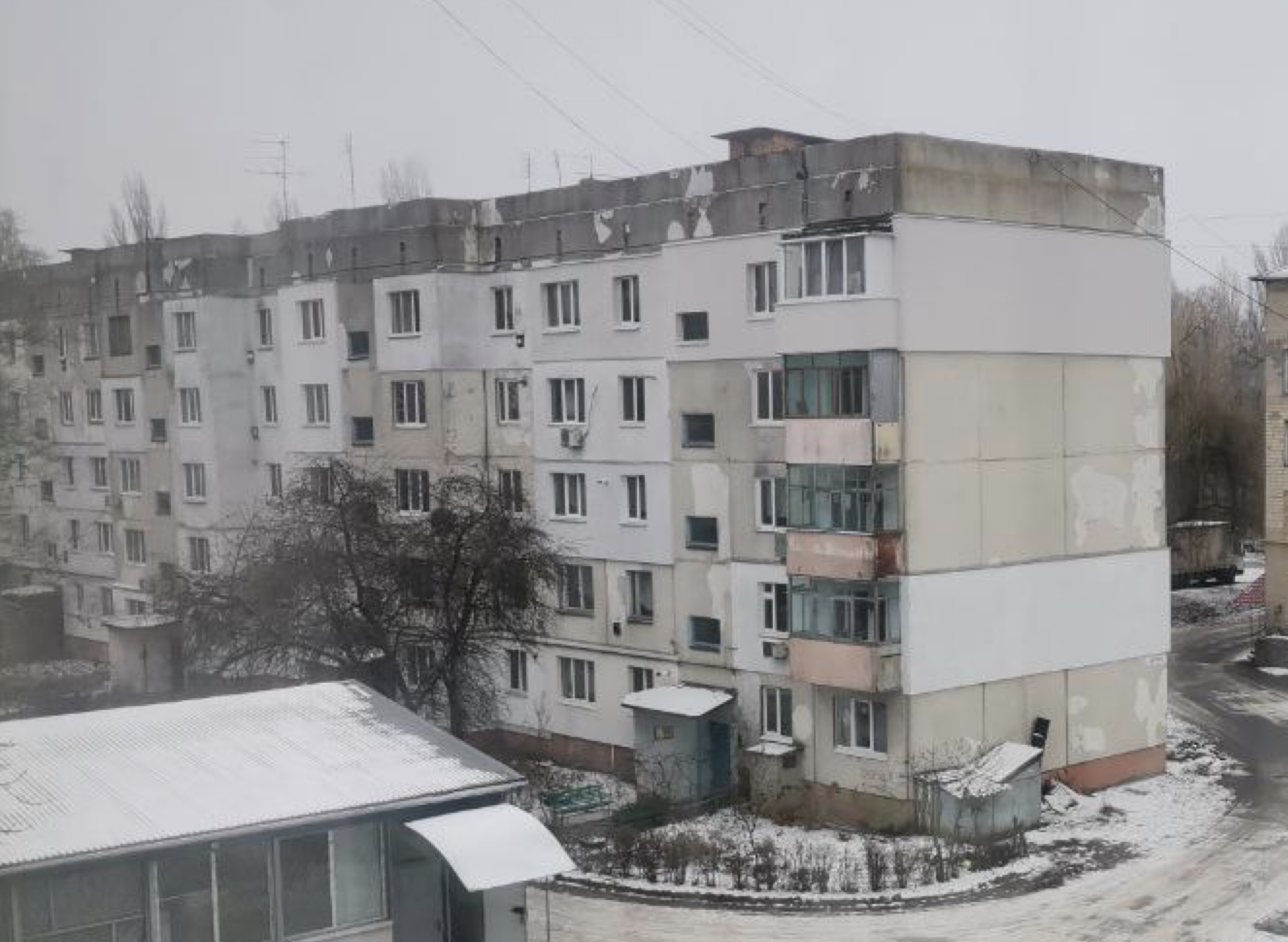
Панельні будинки серії 111-94

#### Радянське монументальне мистецтво в Дослідницькому

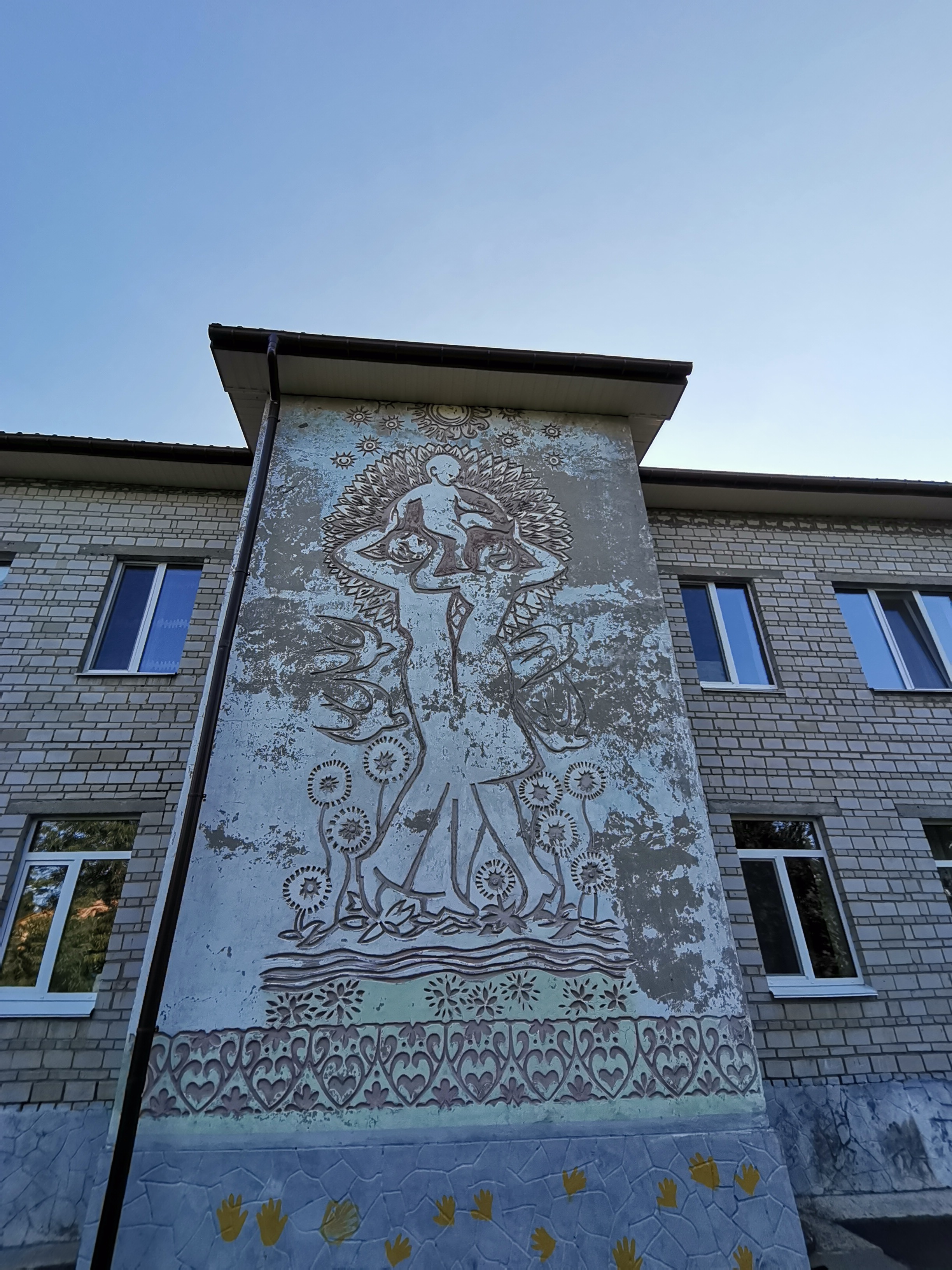
Декор дитячого садка
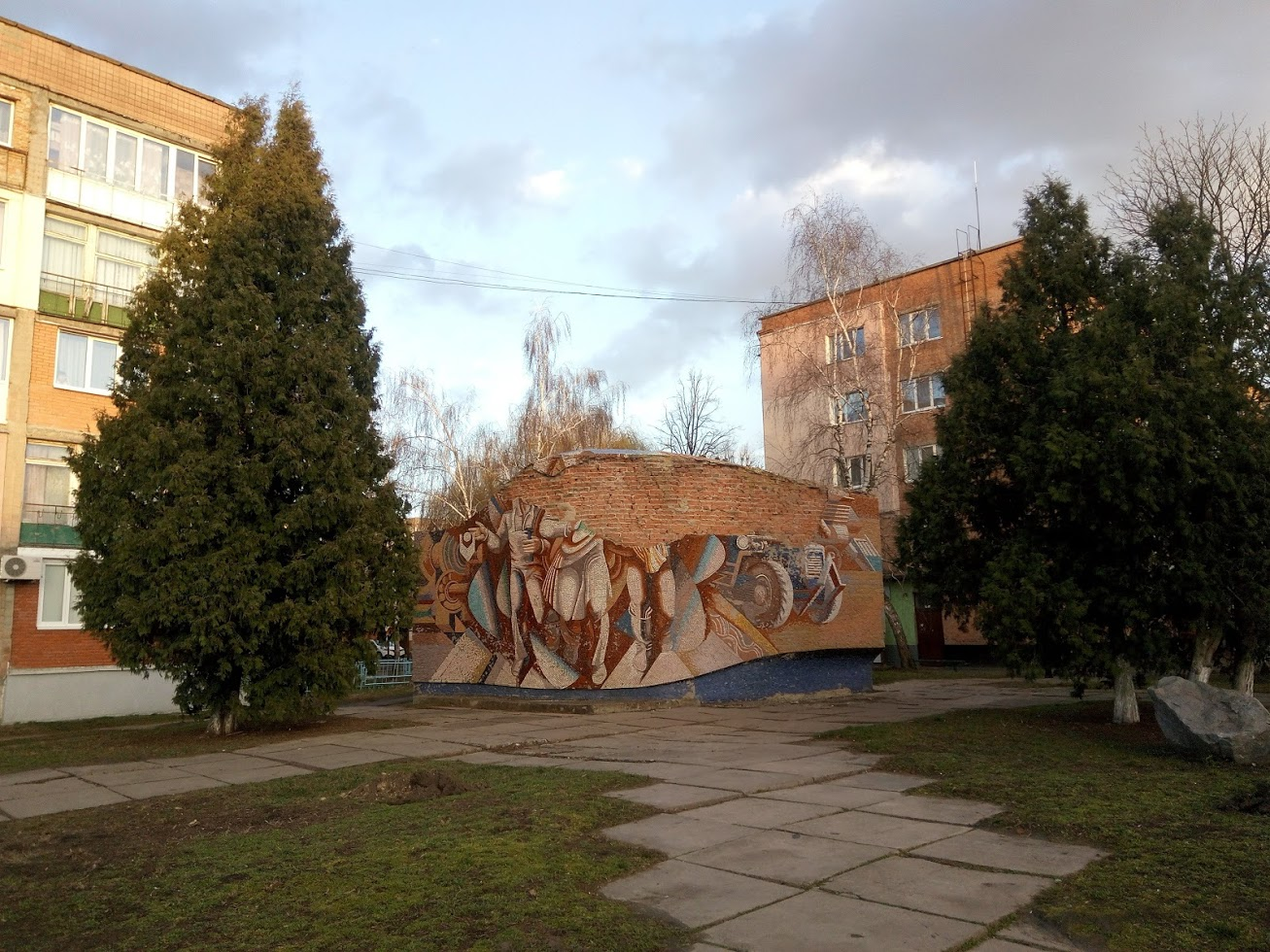
Мозаїка в центрі селища
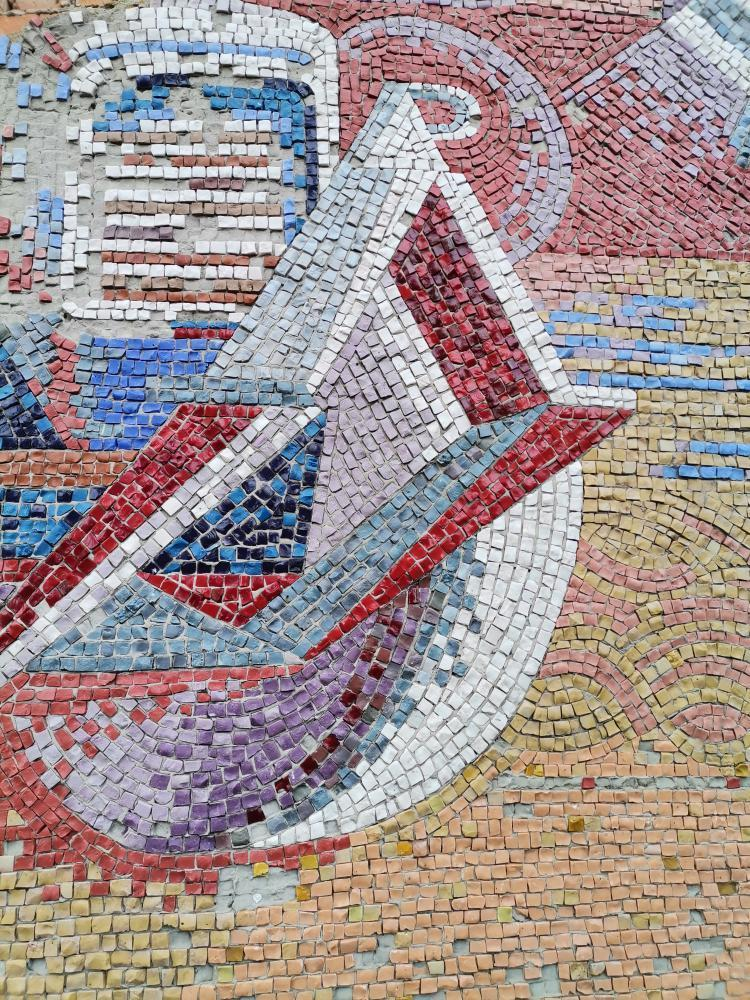
Частина мозаїки зі смальти
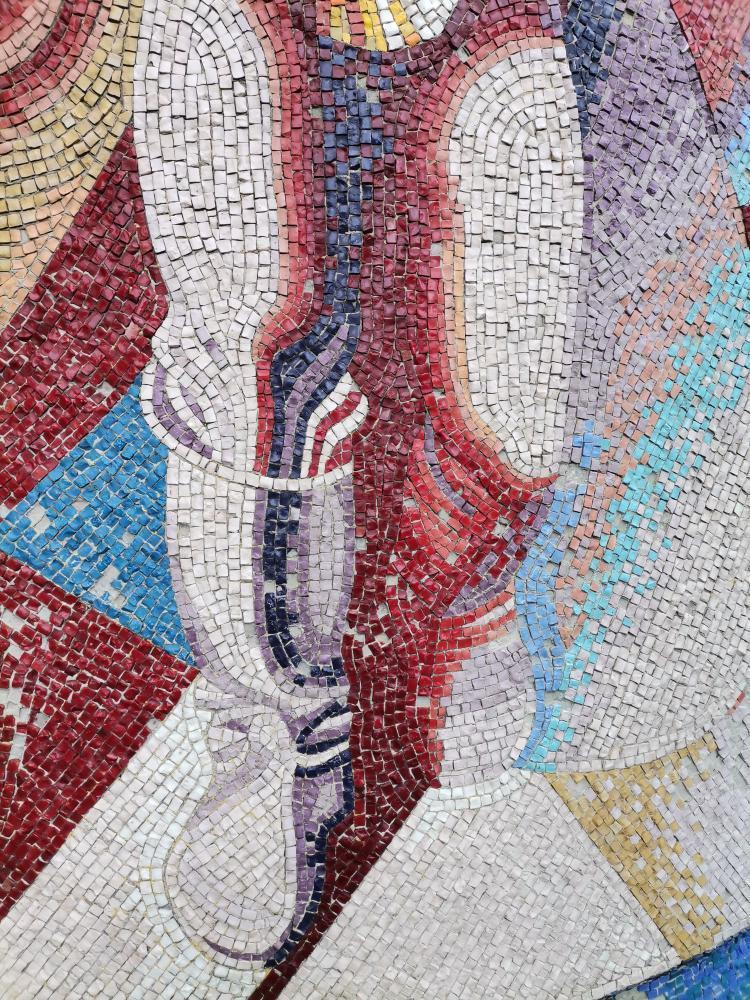
Частина мозаїки зі смальти
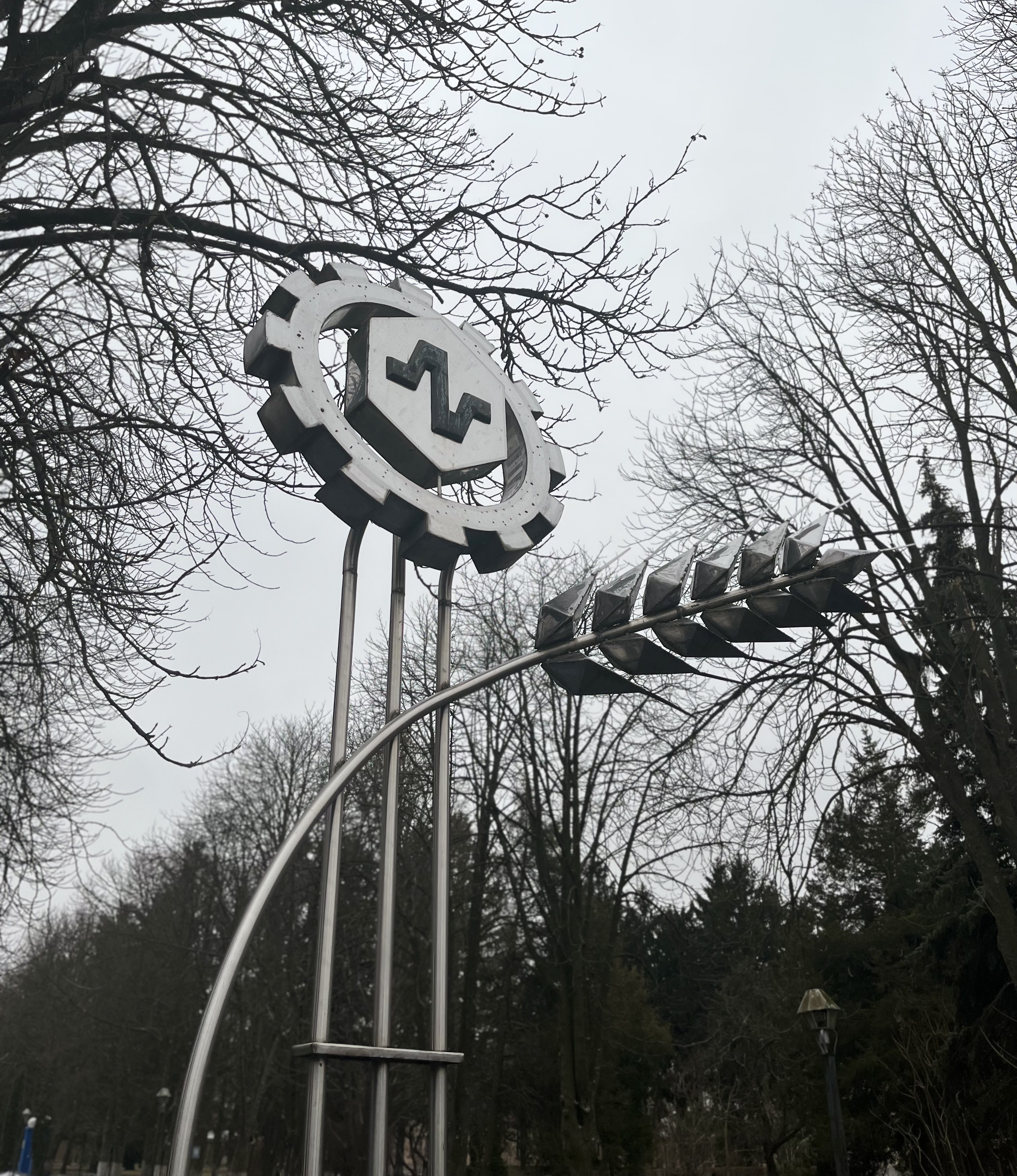
Стела з логотипом Дослідницького
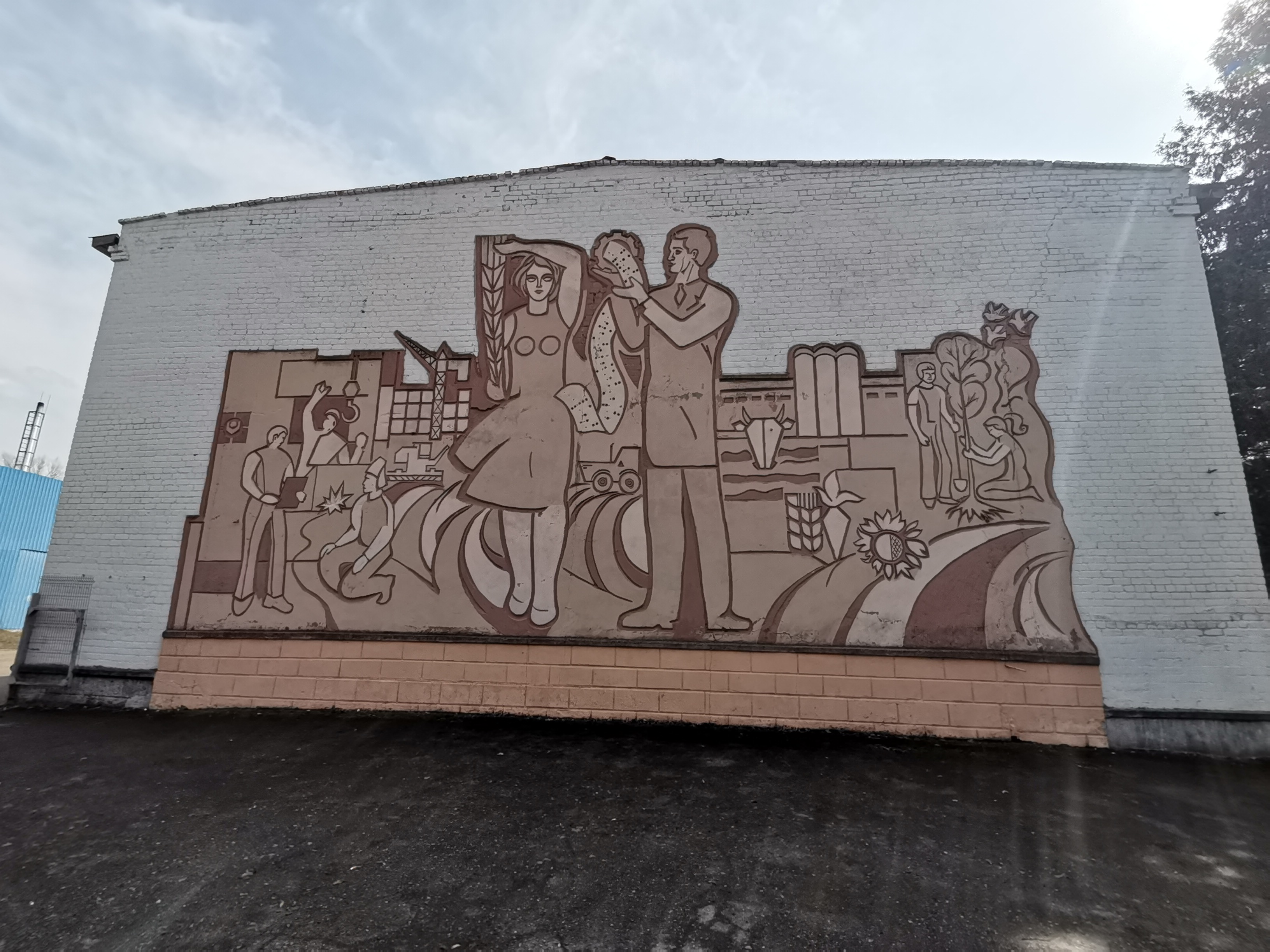
Монументальне мистецтво

#### Декоративна стела в Дослідницькому

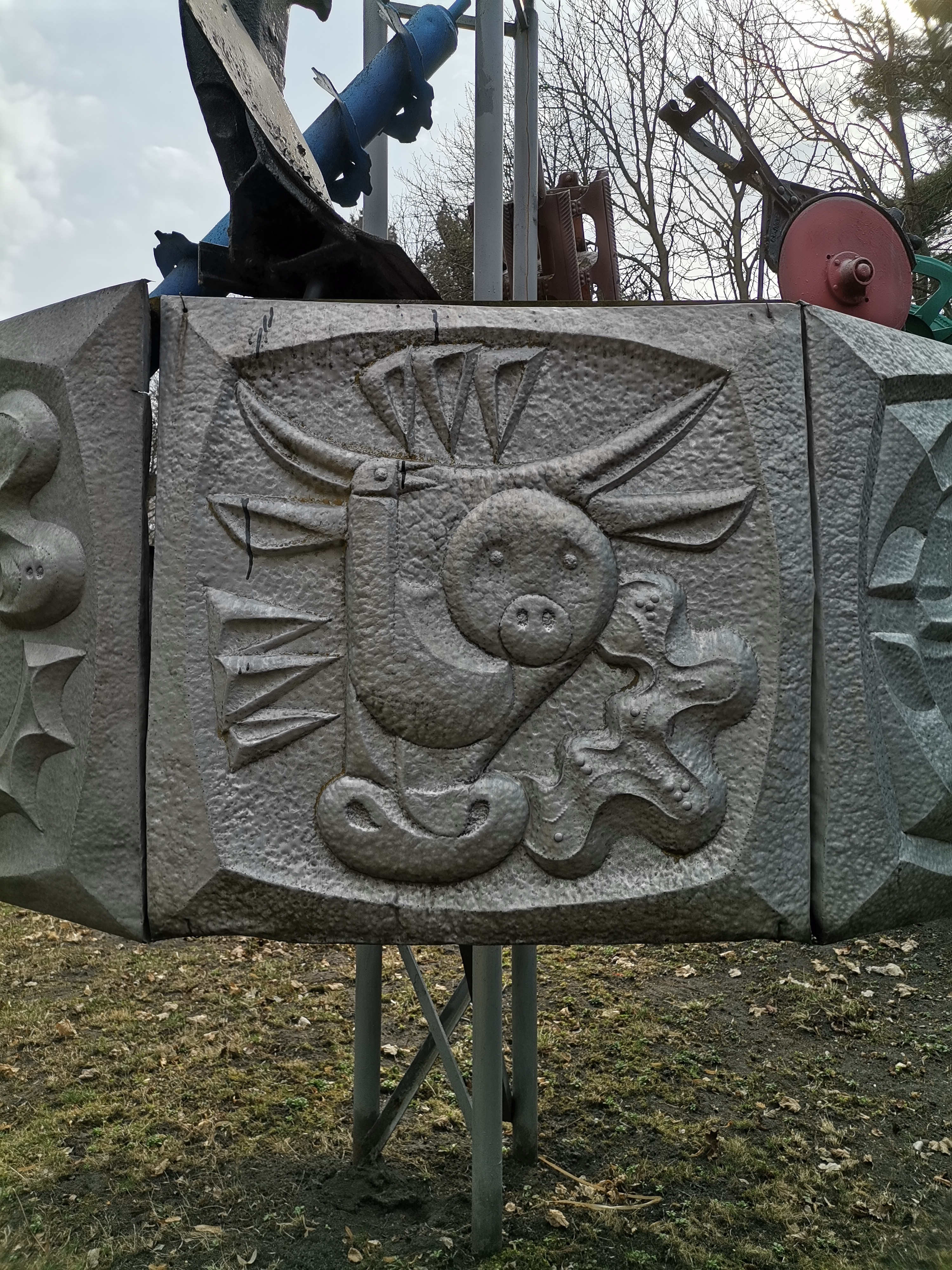
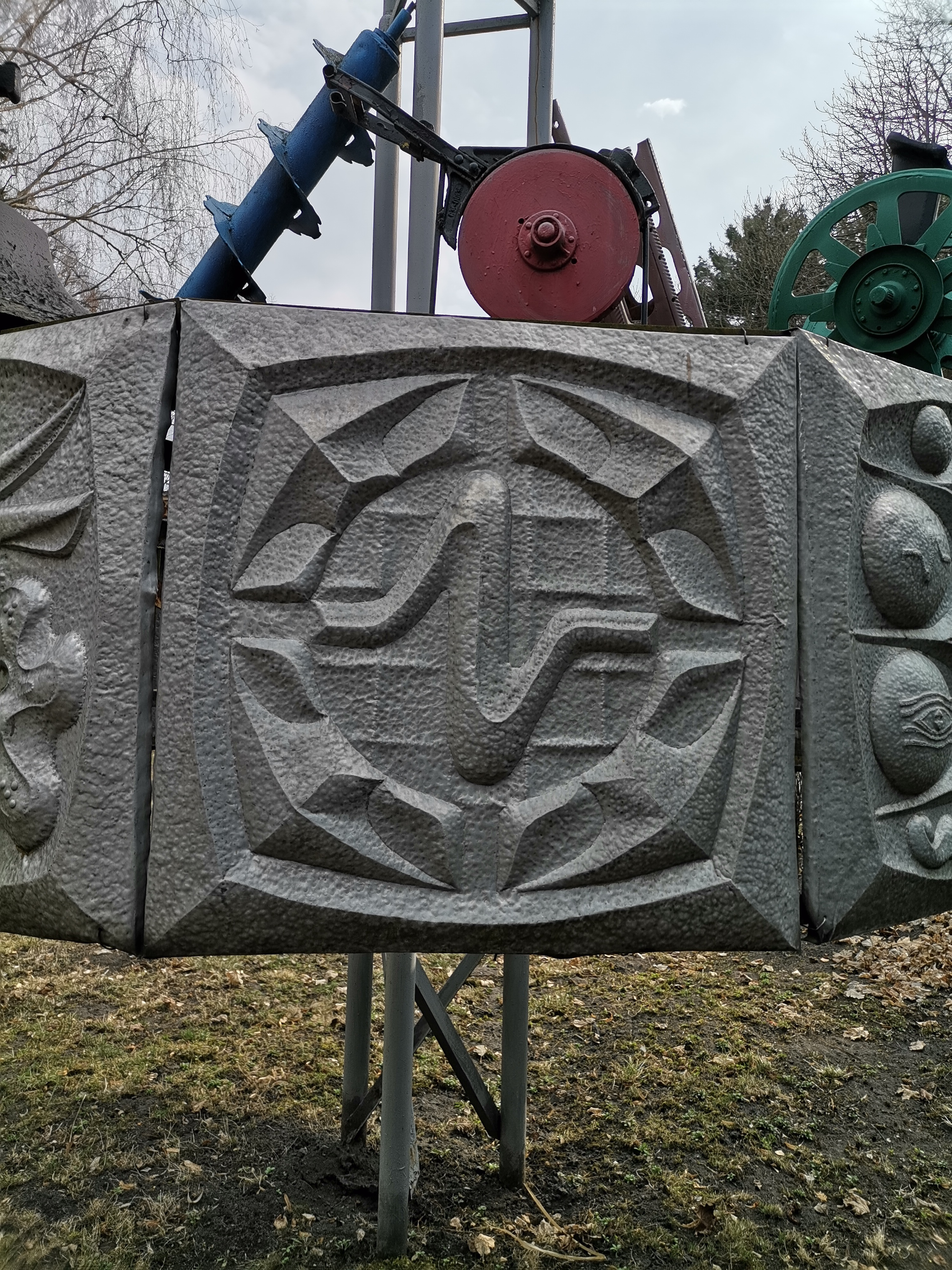
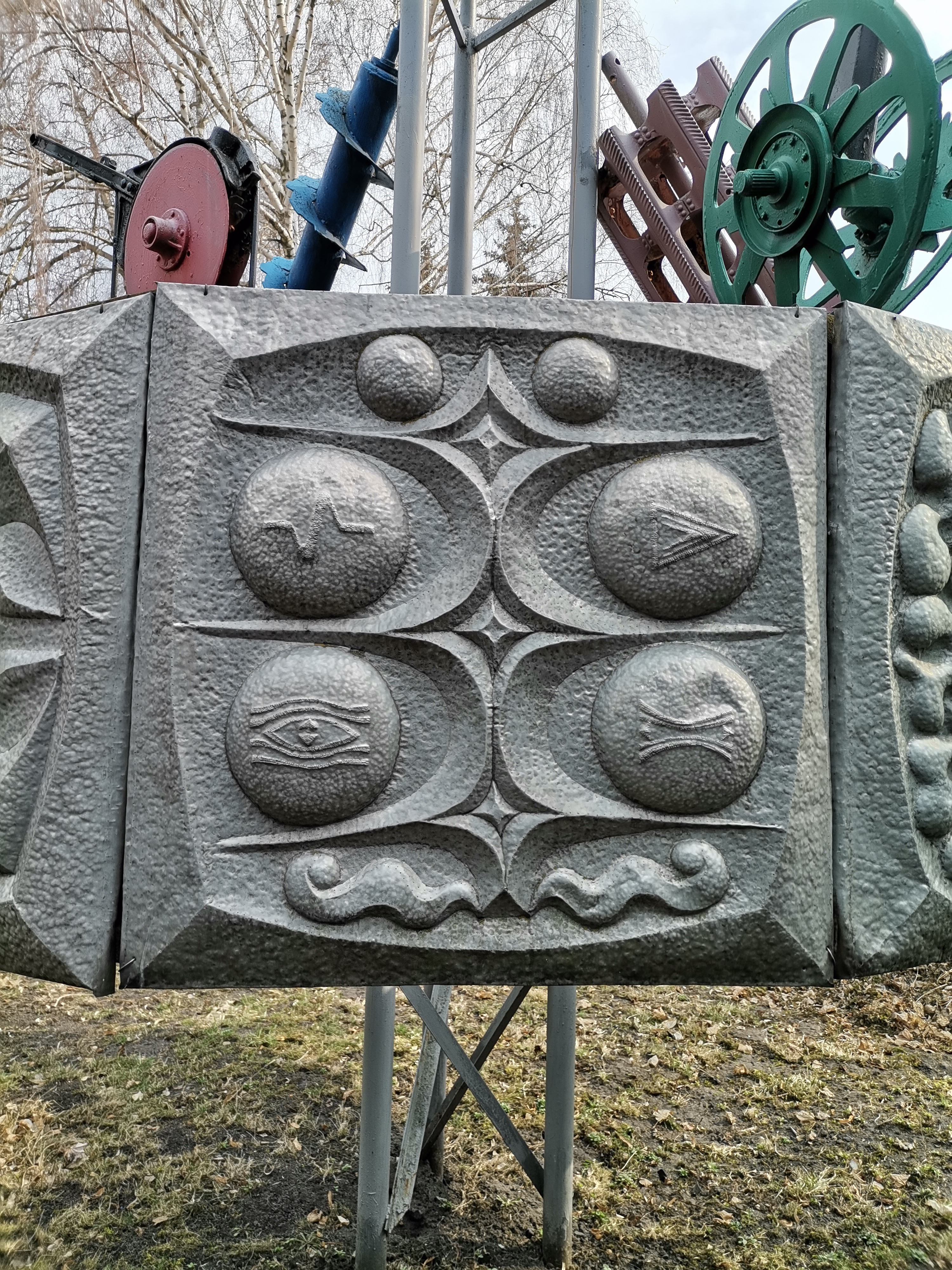
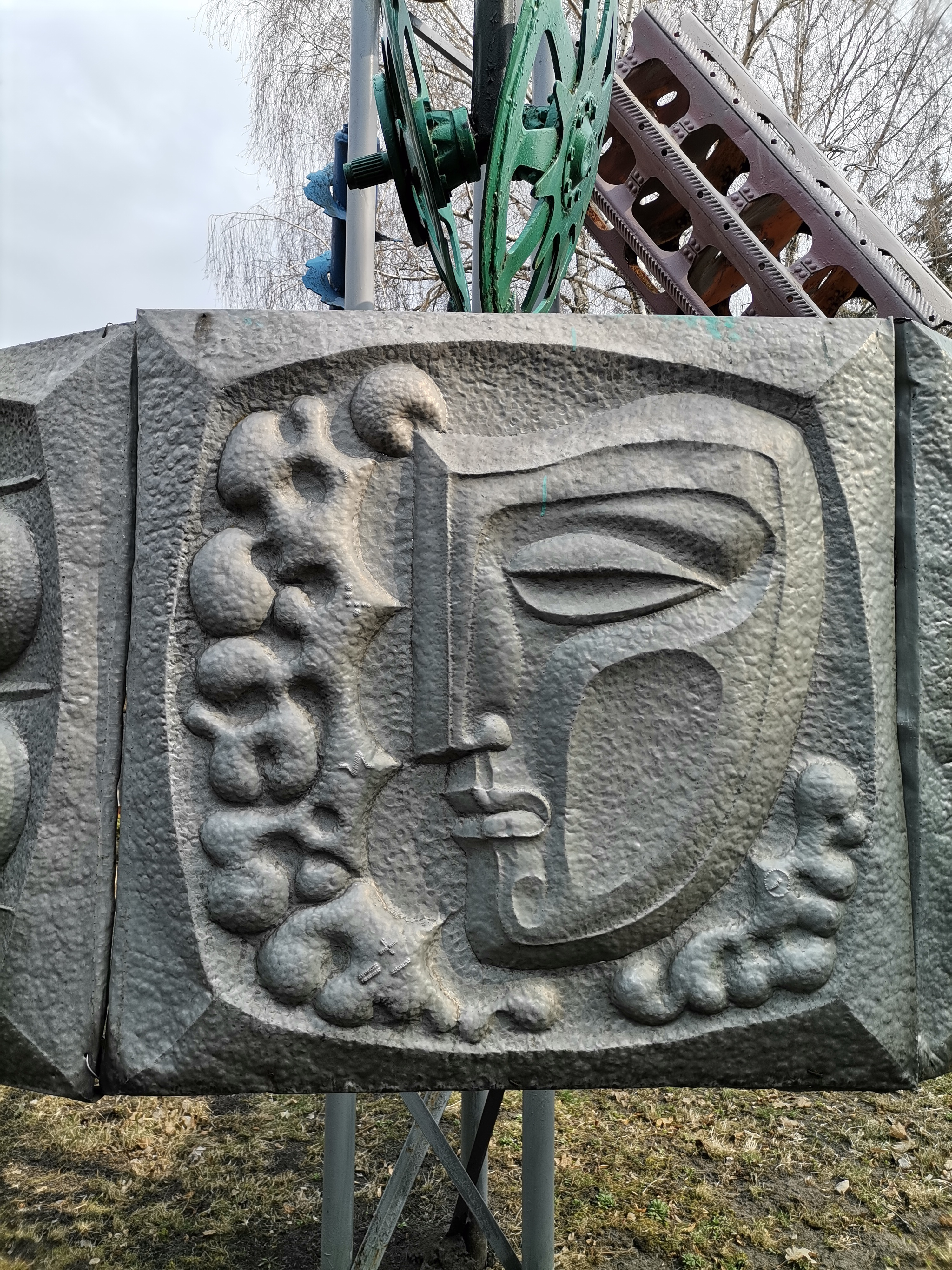
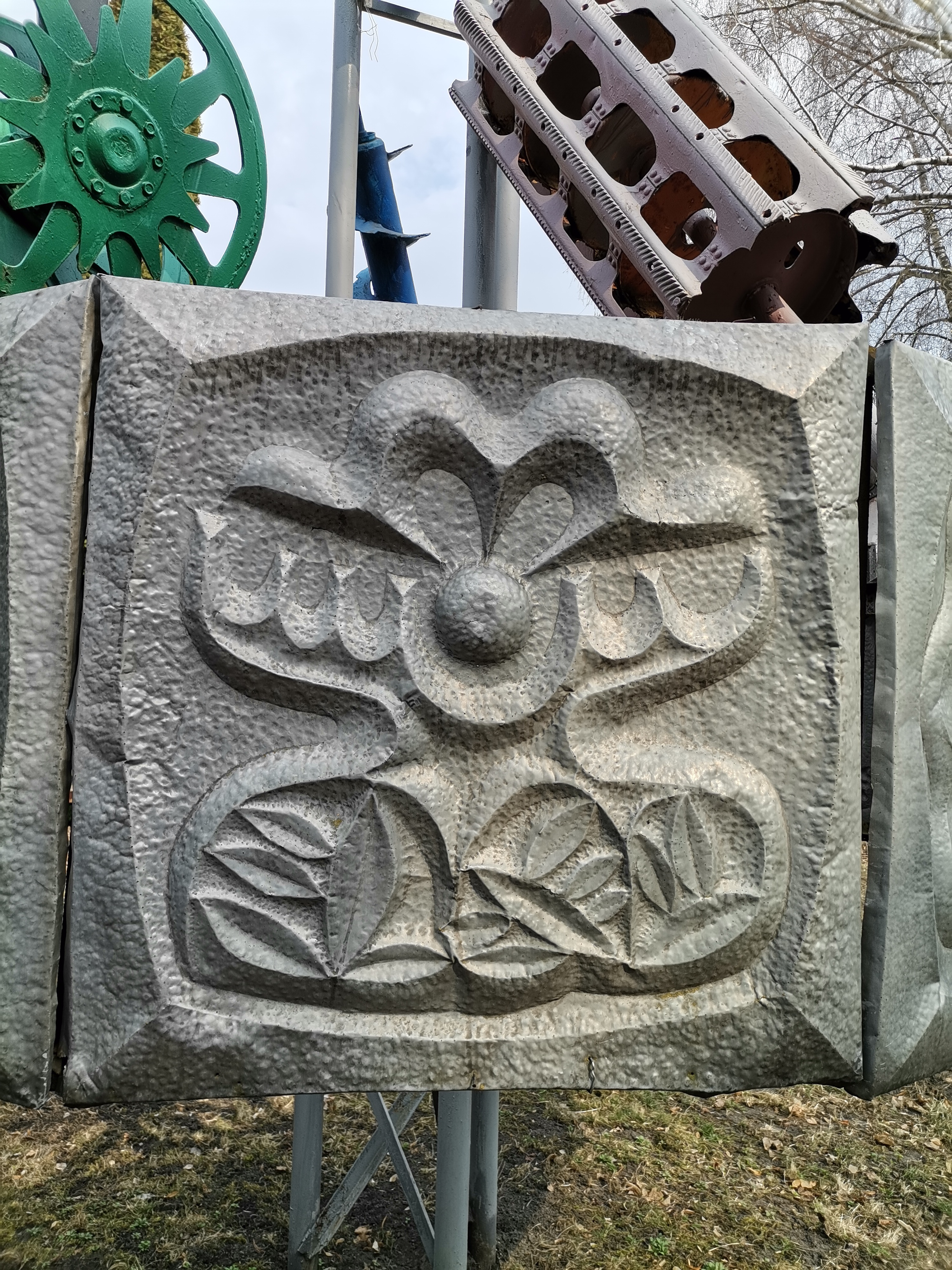
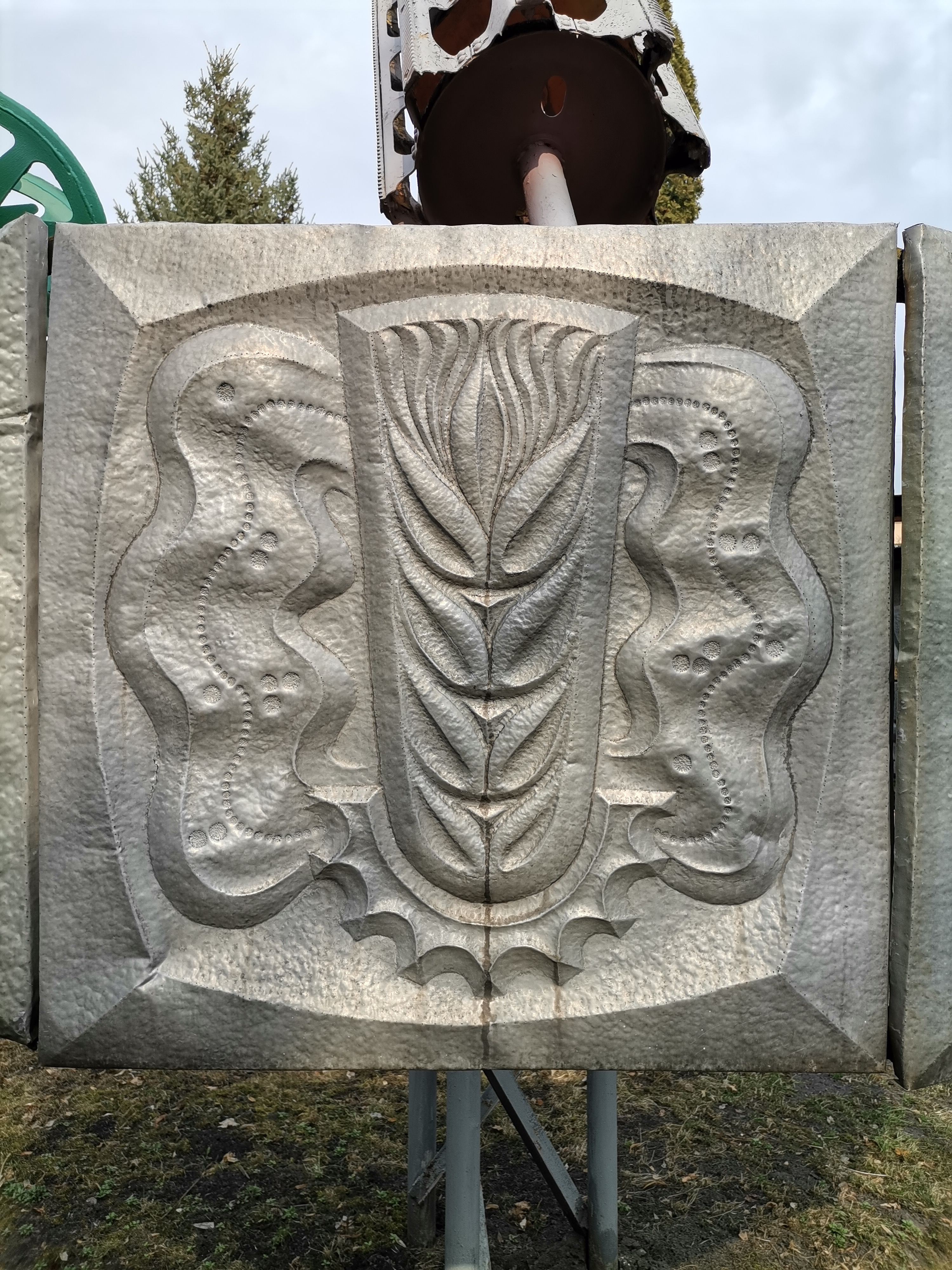
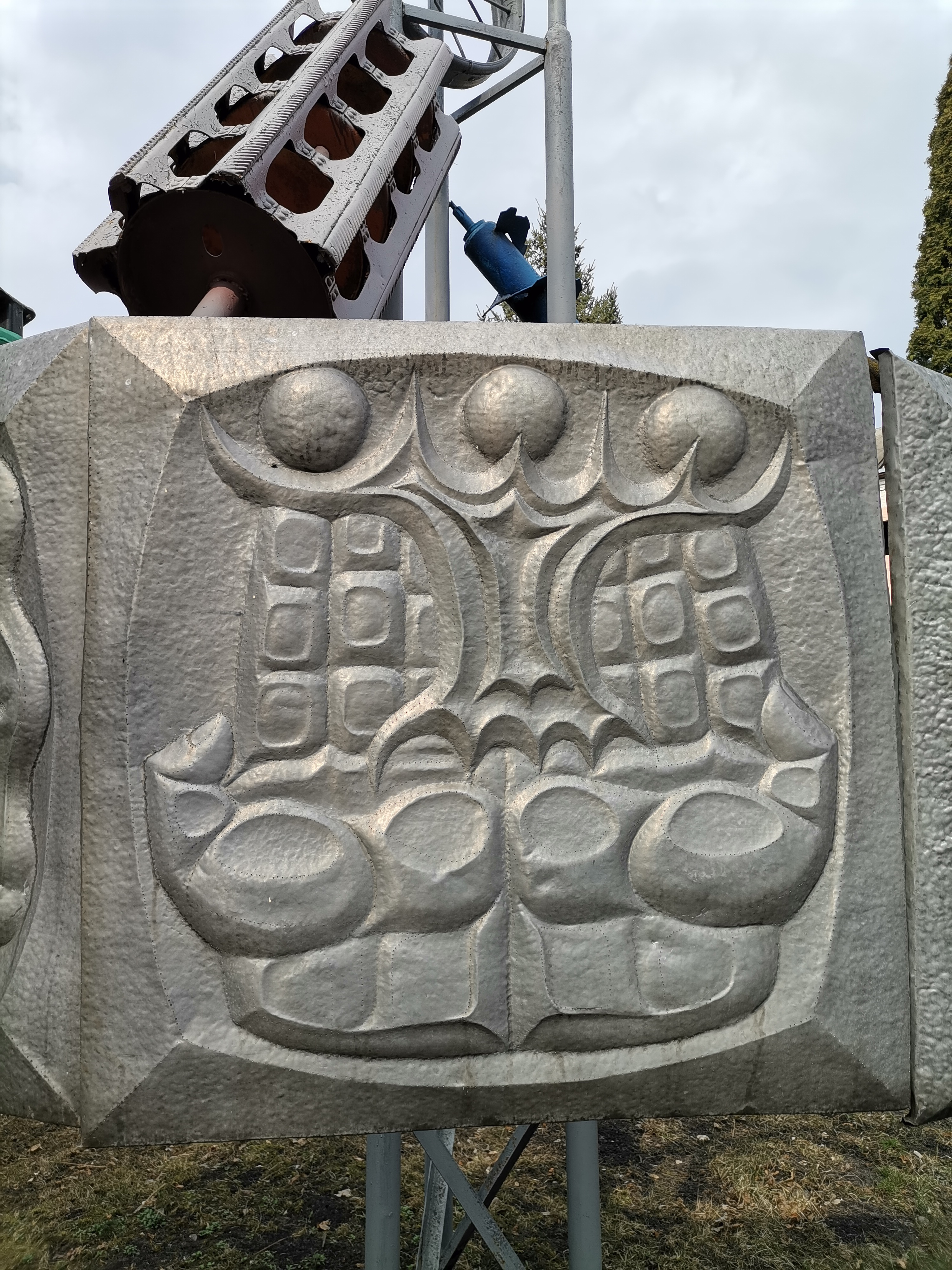
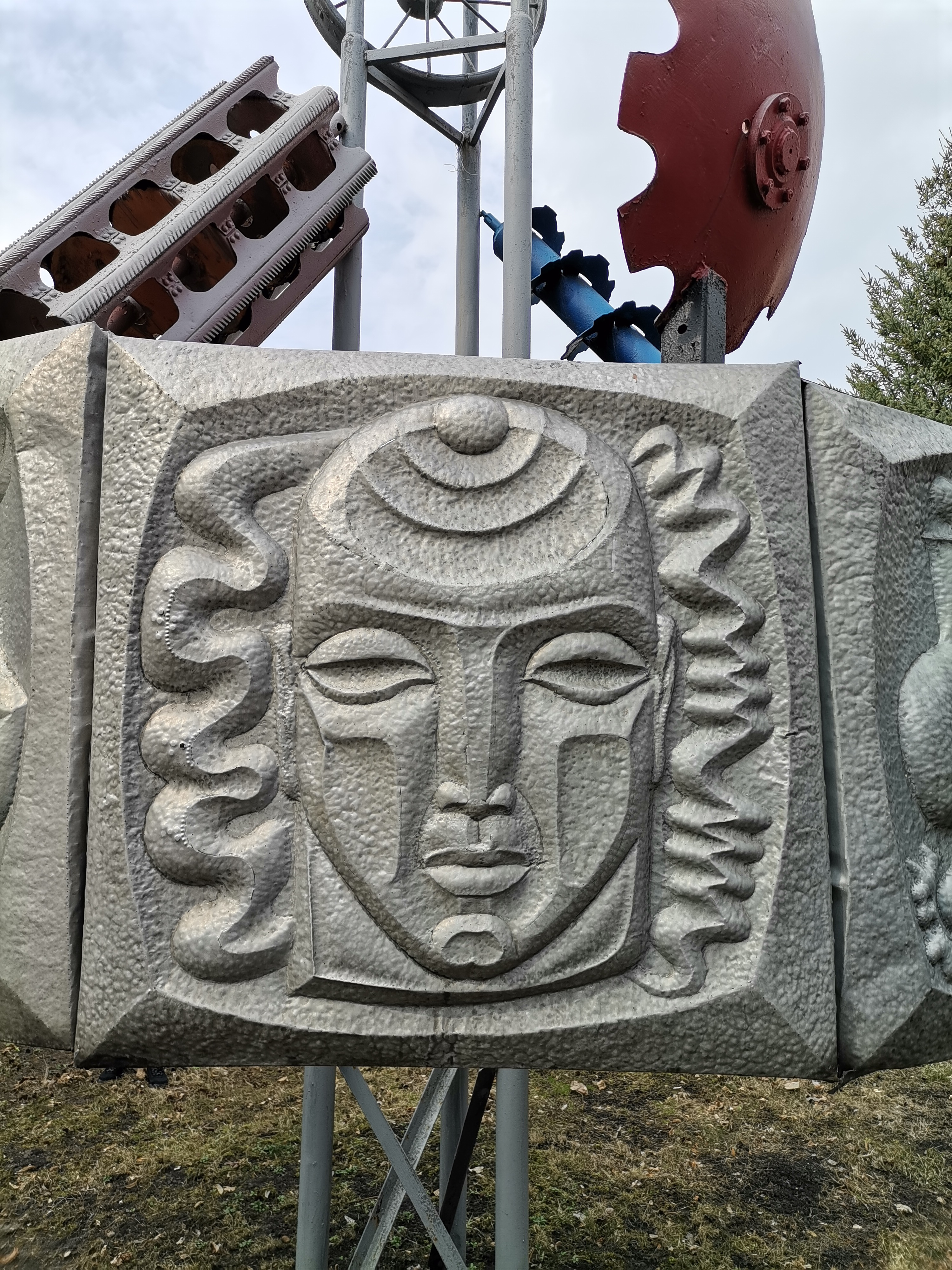
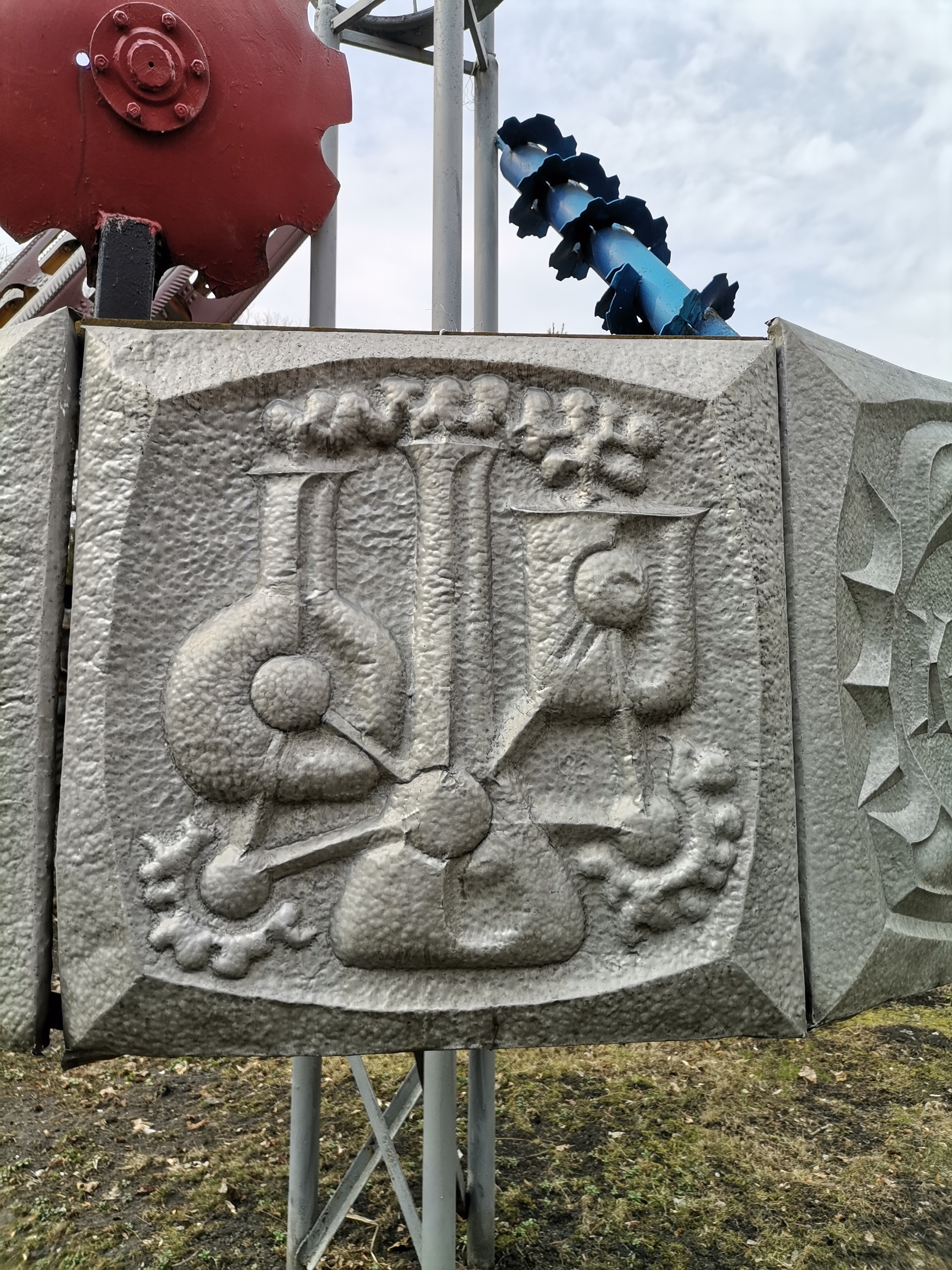
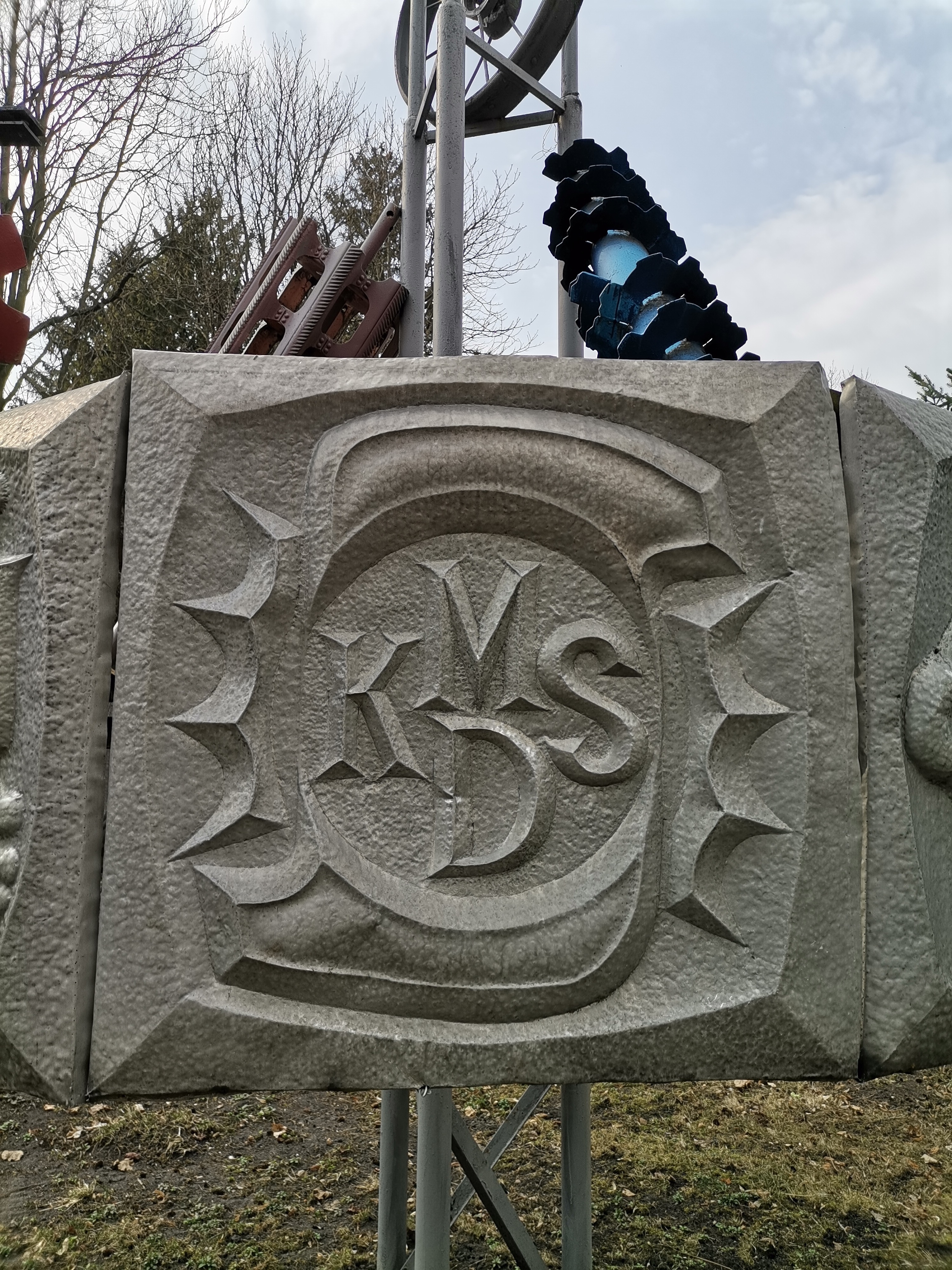
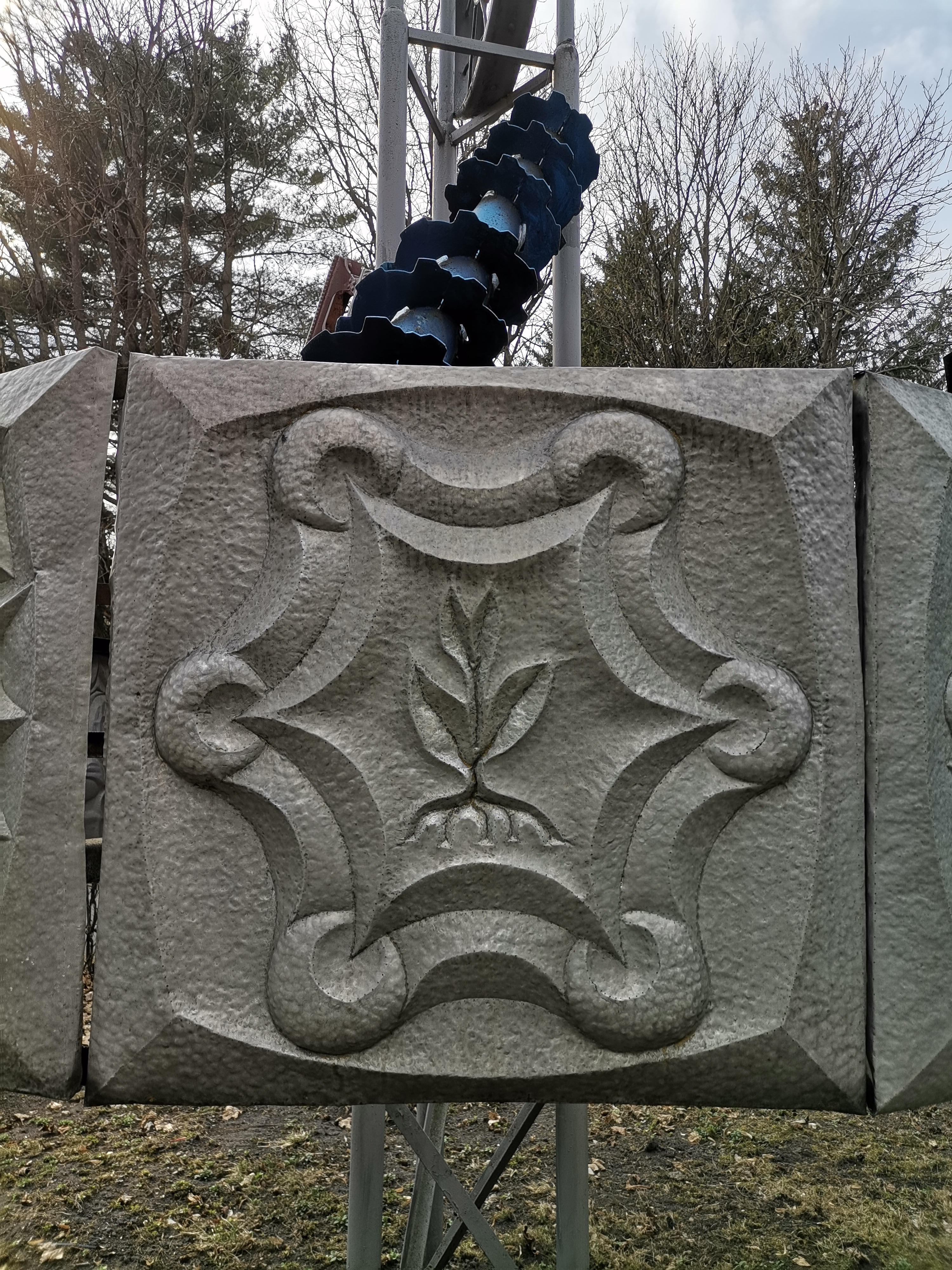
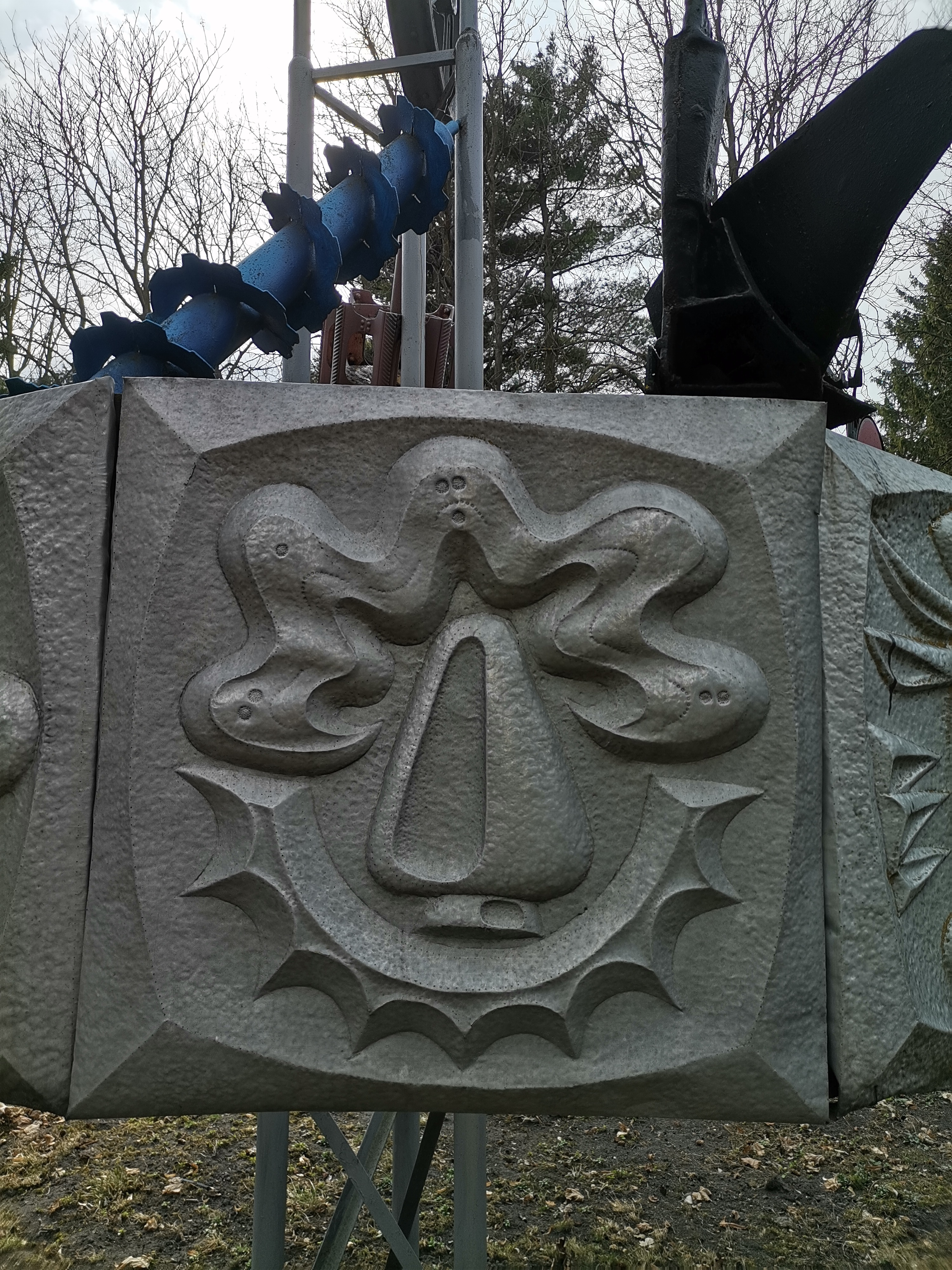

## Виноски
1. ↑  http://db.ukrcensus.gov.ua/PXWEB2007/ukr/publ_new1/2022/zb_Сhuselnist.pdf
2. ↑  Гребінківська громада - Київська область,. gromada.info. Архів оригіналу за 5 березня 2021. Процитовано 24 січня 2021.
3. ↑  Украинский государственный центр по испытанию и прогнозированию техники и технологий для сельскохозяйственного производства - Дослидницкое | научно-исследовательский институт (центр), станция/пункт анализа выхлопных газов автомобильных двигателей. wikimapia.org (рос.). Процитовано 13 грудня 2022.
4. ↑  У,Н,А колектив (2022). Знак. Товарні знаки 1960-1980х років. Київ: IST Publishing. с. 94.
5. ↑  Керівний склад попередніх скликань ради [Архівовано 7 березня 2016 у Wayback Machine.] на сайті Верховної Ради України
6. ↑  http://w1.c1.rada.gov.ua/pls/z7502/A007?rdat1=30.06.2008&rf7691=1045%5Bнедоступне+посилання+з+липня+2019%5D
7. ↑  Архівована копія. Архів оригіналу за 4 березня 2016. Процитовано 11 липня 2009.{{cite web}}:  Обслуговування CS1: Сторінки з текстом «archived copy» як значення параметру title (посилання)
8. ↑  Архівована копія. Архів оригіналу за 10 серпня 2008. Процитовано 11 липня 2009.{{cite web}}:  Обслуговування CS1: Сторінки з текстом «archived copy» як значення параметру title (посилання)
9. ↑  Рідні мови в об'єднаних територіальних громадах України — Український центр суспільних даних
10. ↑  Дослідницька селищна територіальна громада - вітаємо на офіційному вебсайті. doslidnycke.rada.org.ua. Архів оригіналу за 23 лютого 2020. Процитовано 14 березня 2020.
11. ↑  1750890. Durchschlag1. Issuu (англ.). Процитовано 10 липня 2021.

| Україна | Це незавершена стаття з географії України. Ви можете допомогти проєкту, виправивши або дописавши її. |